# Vorsfelde

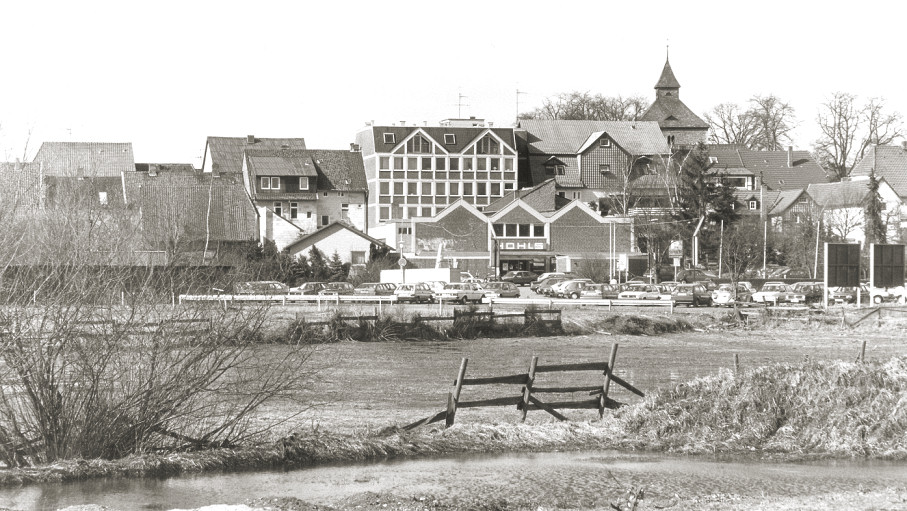
Vorsfelde von den Drömlingswiesen aus gesehen (1987)

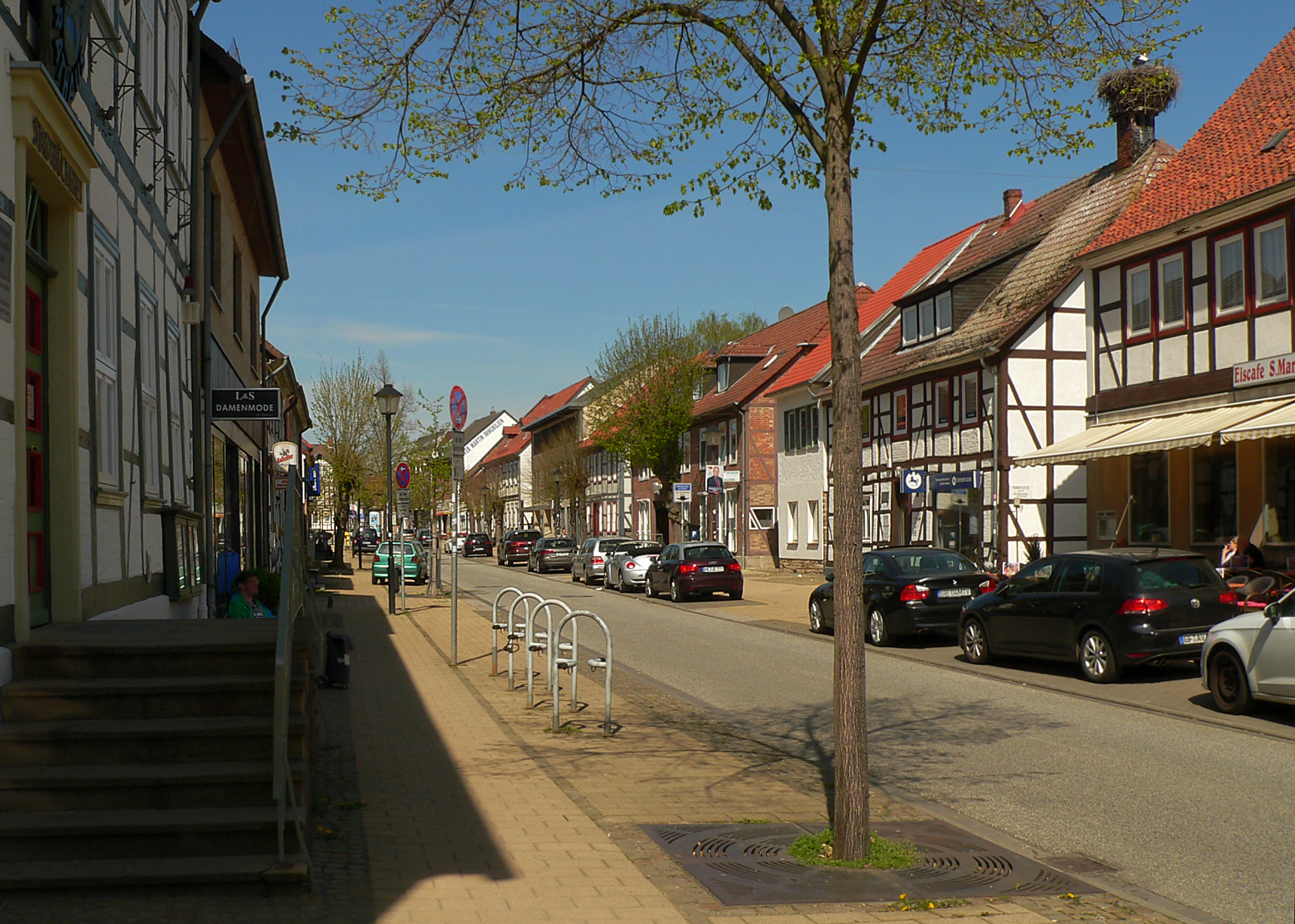
Lange Straße im Ortskern Vorsfelde

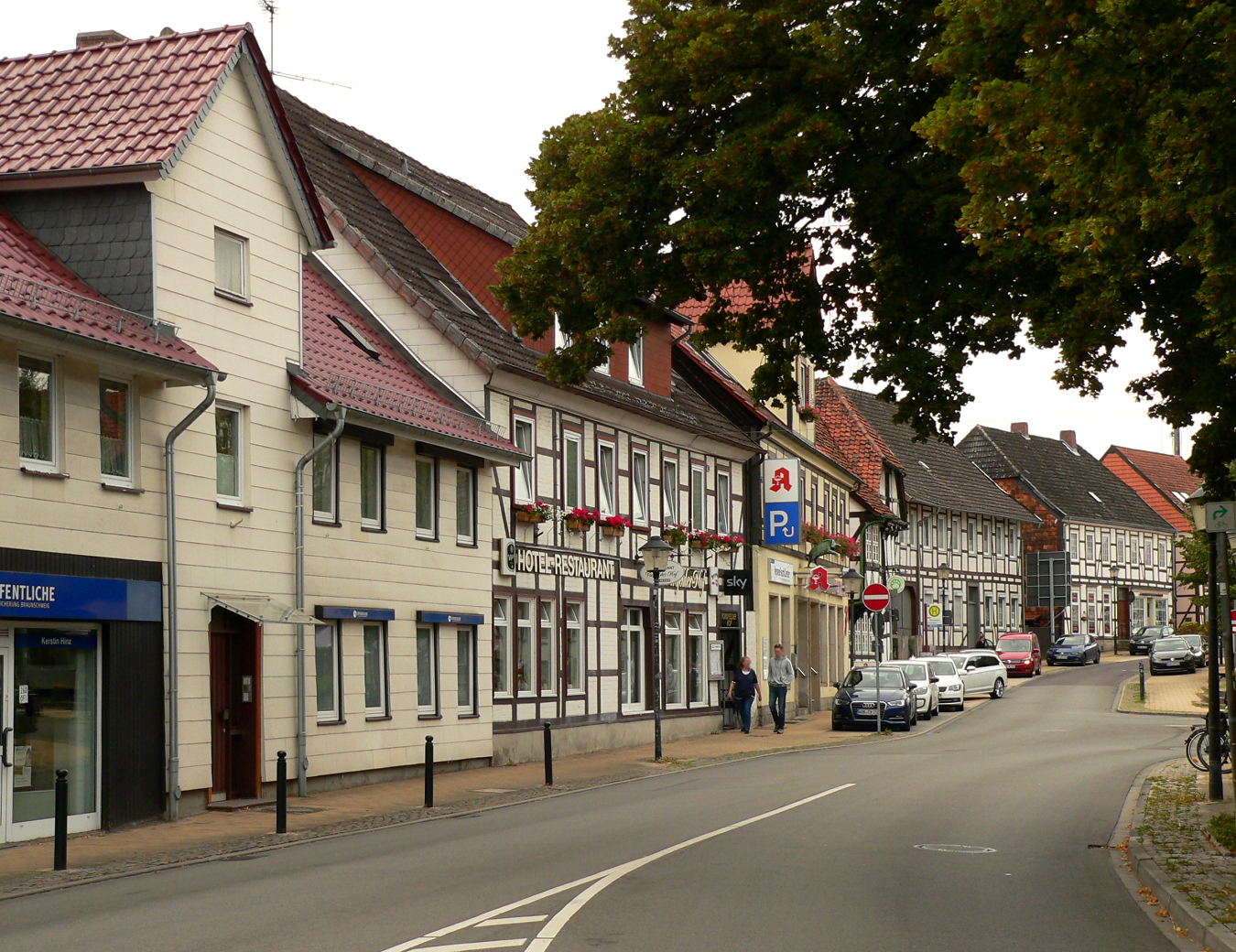
Amtsstraße in Höhe des früheren Dammtores

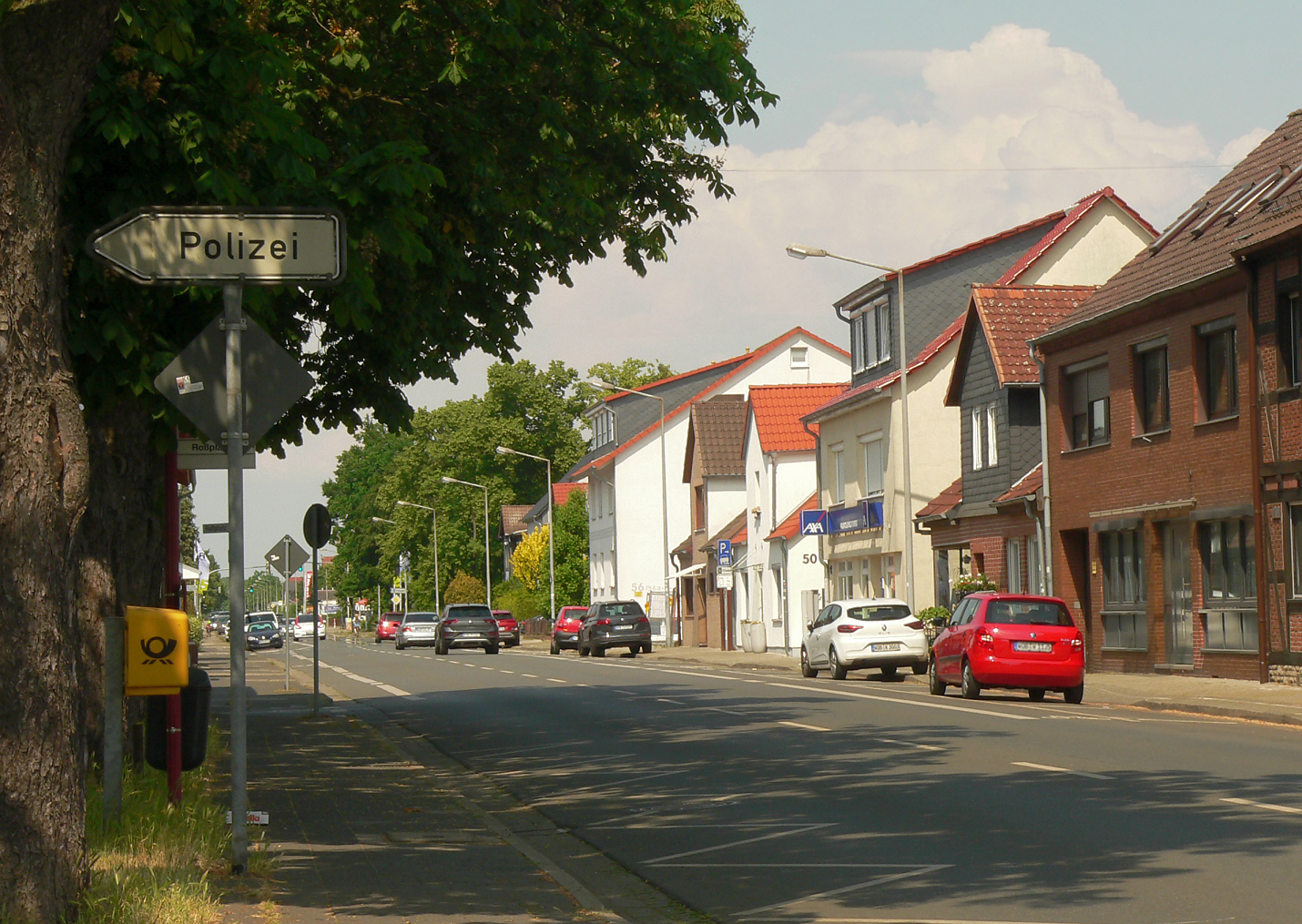
Meinstraße als Ausfallstraße

Vorsfelde ist ein Ortsteil von Wolfsburg im östlichen Niedersachsen. Der Ort ist ein historisch gewachsenes Ackerbürgerstädtchen, das etwa vier Kilometer von der Wolfsburger Stadtmitte entfernt am Fluss Aller, dem Mittellandkanal und dem Feuchtgebiet Drömling liegt. Der 1145 als Varesfelt erstmals urkundlich erwähnte und planmäßig gegründete Ort war seit dem Mittelalter als Flecken der Zentralort des Vorsfelder Werders.
Durch Verleihung der Stadtrechte am 11. Oktober 1955 war Vorsfelde bis zur niedersächsischen Gebietsreform am 1. Juli 1972 eine eigenständige Stadt im Landkreis Helmstedt. Seither ist der Ort ein Ortsteil von Wolfsburg und neben Fallersleben ein Subzentrum der Stadtmitte.

## Geographie
Vorsfelde befindet sich im Nordosten der Stadt Wolfsburg. Es grenzt an die Stadtteile Reislingen, Allerpark (Sonderbezirk), Teichbreite, Tiergartenbreite, Velstove, Wendschott und Neuhaus sowie an die Gemeinde Danndorf und damit an den Landkreis Helmstedt.
Der Stadtteil liegt im Süden des Vorsfelder Werders, wo die Obere Allerniederung in das Feuchtgebiet Drömling mit dem Naturschutzgebiet Wendschotter und Vorsfelder Drömling mit Kötherwiesen übergeht. Naturräumlich zählt Vorsfelde zur Südheide und bildet den Abschluss der südlichen Ostheide. Der Ort am Werderrand ist der südlichste Punkt der gesamten Lüneburger Heide.
Die B 188, die Aller sowie der Mittellandkanal teilen den Stadtteil in das kleinere Vorsfelde-Süd mit Wohn-, Misch- und Gewerbegebieten sowie der Altstadt mit nördlich gelegenen Wohn- und Mischgebieten (Vorsfelde-Mitte und -Nord). In der Allerniederung zwischen Vorsfelde, Reislingen, Alt-Wolfsburg und Heßlingen liegt der Allersee.

## Geschichte

### Gründung
Vorsfelde war eine planmäßige mittelalterliche Stadtgründung um 1130 als zentraler Ort des Vorsfelder Werders. Vorläufersiedlung war das spät wüst gefallene Dorf Achtenbüttel am südlichen Hang des Werders, nach dem heute ein Weg in der Nähe der Altstadtschule benannt ist („Achtenbüttelweg“). Vorsfelde diente als östlicher Vorposten in einem Gebiet, in dem vermutlich zeitgleich slawische Wenden in Rundlingen sich als Siedler niederließen. Vorsfelde entstand unmittelbar an der Aller am südlichen Fuße des Vorsfelder Werders, einer 80 km² großen und erhöhten Geestplatte. Der Ort lag an einer seichten Furt, durch die seit dem Mittelalter eine Handels- und Heerstraße führte. Hier war ein Passieren der feuchten Niederung des Aller-Urstromtals möglich.
Erstmals urkundlich erwähnt wurde Vorsfelde im Jahr 1145 in einer päpstlichen Bulle als Varesfelt durch Papst Lucius II. in Rom. Der Begriff Varesfelt beruht auf dem Ausdruck var für einen Platz, an dem man einen Fluss überquert oder landet. In Verbindung mit -felde für Feld war es eine waldfreie Stelle. Die Ortsbezeichnung trifft die damaligen geographischen Gegebenheiten, denn hier durchquerte ein Handelsweg die Aller an einer seichten Furt. Bis 1400 lautete der Ortsname noch Varsfelde, danach wandelte sich bei einem Lautwandel das a in o und damit zu Vorsfelde.
Das Geschlecht der Herren von Vorsfelde als niederes, weniger begütertes Ministerialengeschlecht in welfischen Diensten tauchte erstmals 1217 durch Gottfried von Vorsfelde auf. Ihre Besitzungen und Rechte bestanden im Raum von Vorsfelde bis Vechelde, Helmstedt und Königslutter. Der letzte Vertreter war Heinrich von Vorsfelde, der als Vikar am St.-Blasius-Stift in Braunschweig zuletzt im Jahr 1478 Erwähnung findet.
Der erste Stadtplan von 1761 zeigt 125 Häuser. Bei der Ortsgründung waren es fünfzig gleich große Grundstücke. Aufgebaut ist der Ort nach dem Zwei-Straßen-Prinzip. Ursprünglich gab es nur die heutige Lange Straße und die heutige Amtsstraße, die ein langgestrecktes Oval bilden. Unterteilt wurde der Stadtkern von der Kattenstraße und der Kirchstraße (heute: An der Propstei). Die vier Ortsausgänge hießen Oberes Thor, Meynthor, Wolfsburger Thor und Dammthor; wobei eigentliche Torbauten nicht nachgewiesen sind. Da Vorsfelde Marktrecht hatte, gab es mehrere Plätze zum Abhalten von Märkten. Kleinvieh und Federvieh sowie Schweine wurden im Schweinewinkel angeboten, einer platzartigen Einbuchtung in der Langen Straße. An der Meinstraße lag der Rossmarkt (genannt: Rossplatz), auf dem Vieh und Pferde gehandelt wurden.
Größere Stadtbrände gab es 1604, 1780 und 1798. Daher entstanden die meisten der heutigen Häuser im historischen Stadtkern im 18. und 19. Jahrhundert. Es sind in der Mehrzahl zweigeschossige Fachwerkbauten auf einem steinernen Sockel.

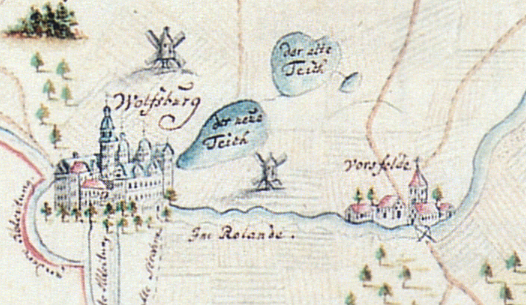
Die Wolfsburg, Vorsfelde sowie der Neue und der Alte Teich auf einer Karte von 1745
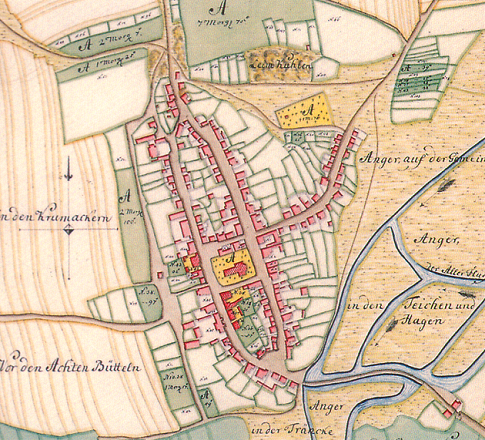
„Plan von dem Flecken Vorsfelde nebst dessen Environs“ (Ausschnitt) von G. C. Geitel aus dem Jahr 1770
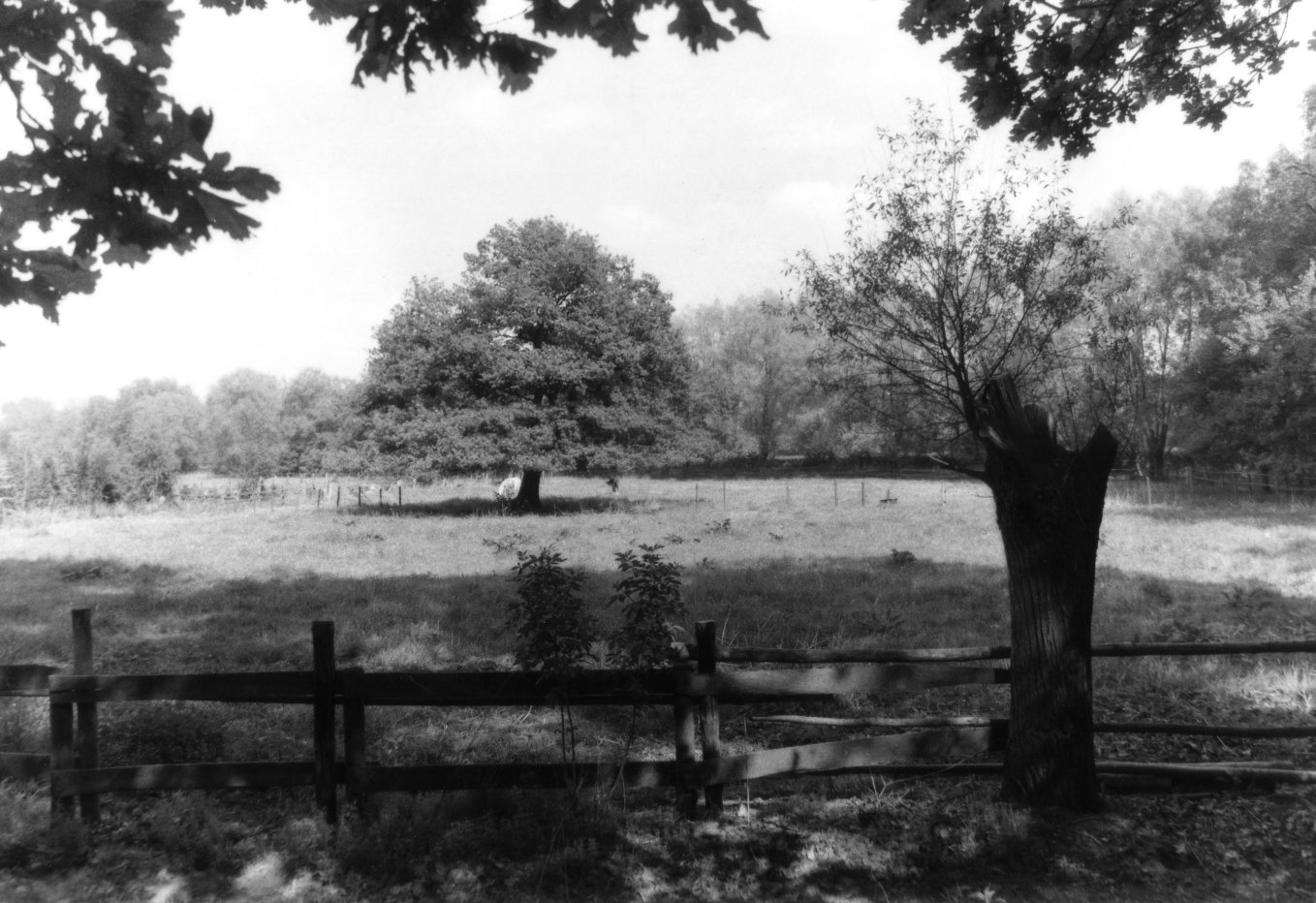
Standort des Burgwalls Vorsfelde, heute eine Wiese

### Befestigungsanlagen
Im Stadtbild finden sich heute keine sichtbaren Spuren mittelalterlicher Befestigungsanlagen. 1946 suchte der Braunschweiger Landesarchäologe Alfred Tode anhand alter Karten in den Drömlingswiesen nach einem mittelalterlichen Burgstall. Er fand den Burgwall Vorsfelde etwa 900 Meter östlich vom mittelalterlichen Stadtkern (nahe der Sudammsbreite) und führte eine archäologische Ausgrabung durch. Dabei wurden unter anderem Palisaden-Befestigungen gefunden. Sie gehörten zu einem Wehrturm im Stil einer Motte mit benachbartem Burgwall auf einer Sandinsel in der Allerniederung. Die Anlage wurde dem Frühmittelalter des 11. Jahrhunderts zugeordnet. Es handelte sich aber nicht um die in Überlieferungen als Altes Haus bezeichnete Vorsfelder Burg, die sich wahrscheinlich innerhalb des Ortes befunden haben soll. Sie wurde 1218 erstmals als Castrum erwähnt und ist als slot (Schloss) bezeichnet. Möglicherweise befand sie sich auf dem Grundstück des früheren Amtshauses in der Amtsstraße, worauf die dortige Flurbezeichnung In den Burgäckern deutet. Noch heute gibt es eine grabenartige Vertiefung hinter den Grundstücken der oberen westlichen Amtsstraße.

### Orts- und Einwohnerentwicklung

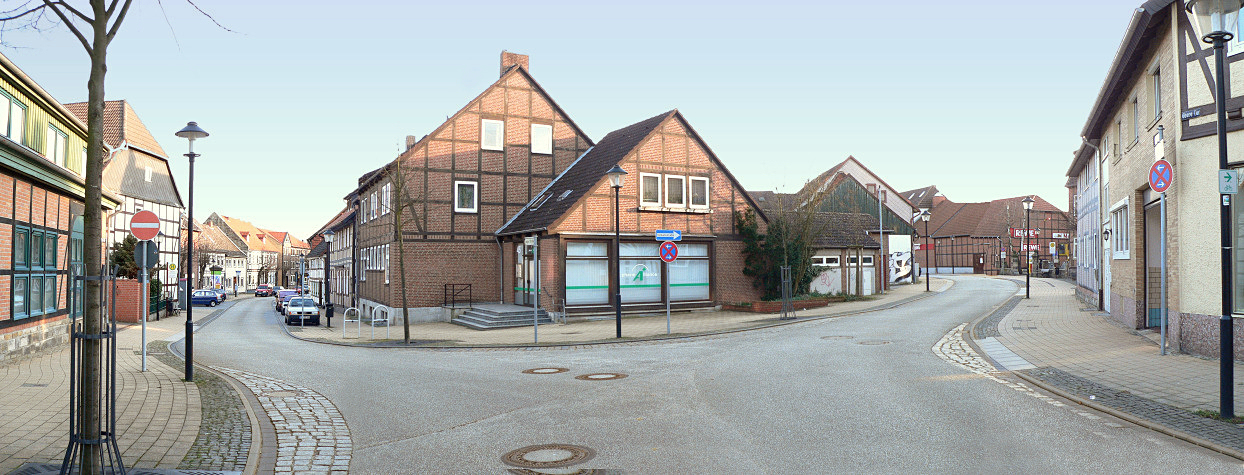
Blick von der Straße Obere Tor (Norden) auf den historischen Stadtkern, links: Lange Straße, rechts: Amtsstraße

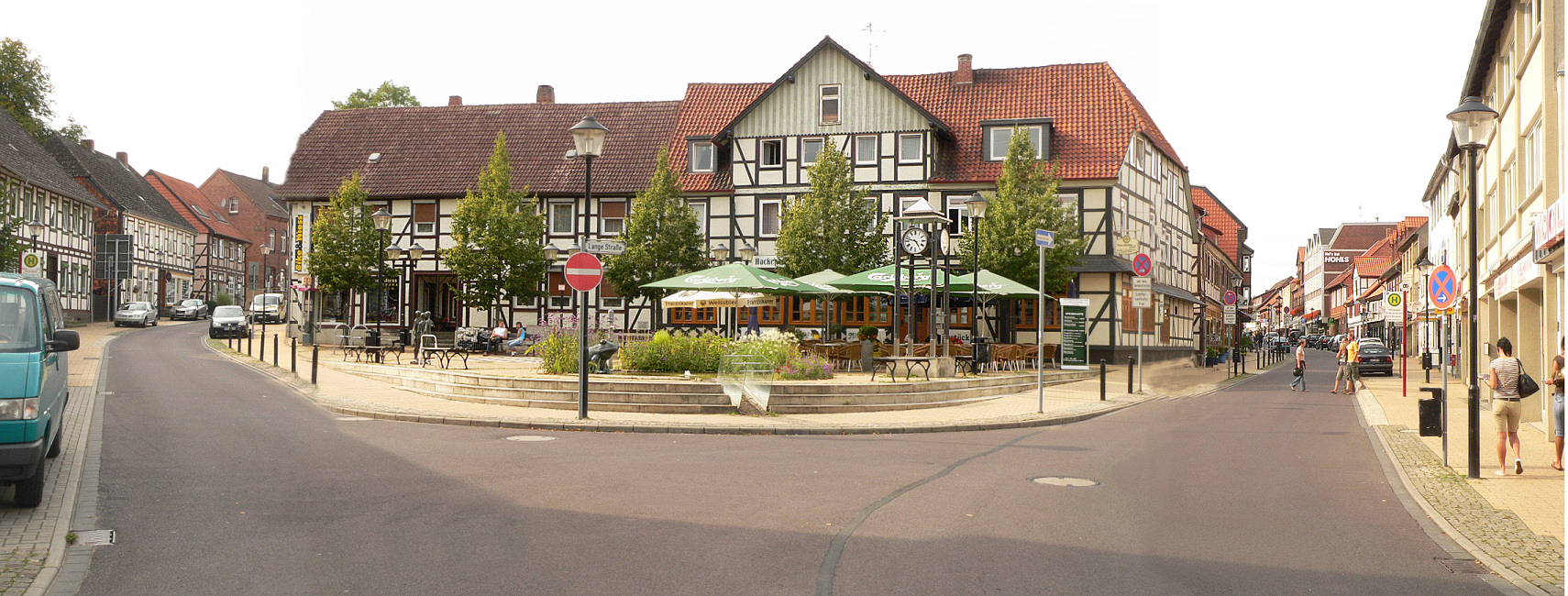
Blick vom Dammtor (Süden) auf den Stadtkern, links: Amtsstraße, rechts: Lange Straße, in der Mitte der „Ütschenpaul“ (Fröschepfuhl)

Die Bewohner Vorsfeldes waren seit dem Mittelalter überwiegend Ackerbürger, die etwas Vieh und Land besaßen, aber auch Handwerk und Handel ausübten, weil sie sich weder vom Ackerertrag (meist nur ein größerer Garten) noch von ihrem Gewerbe ernähren konnten. In Vorsfelde als dem Hauptort für die zeitweise 18 Dörfer auf dem Vorsfelder Werder gab es eine wirtschaftliche Entwicklung. Der Flecken war Verwaltungs-, Gerichts-, Markt- und Kirchort.
Zu ersten Industrieansiedlungen im ländlich geprägten Vorsfelde kam es ab 1871, als der Ort mit der Lehrter Bahn zwischen Hannover und Berlin an das Eisenbahnnetz angeschlossen wurde. An der Bahnstrecke rund ein Kilometer südlich des Ortes wurde auf freiem Feld ein Bahnhofsgebäude errichtet, in dessen Nähe Betriebe (Kartoffelflockenfabrik, Konservenfabrik, Brauerei, Molkerei) entstanden. Hieraus bildete sich die heutige Vorsfelder Südstadt. Der ab 1936 südlich des Ortes errichtete Mittellandkanal brachte der Bevölkerung vorübergehend Arbeit. Einen Hafen erhielt der Ort aber nicht.
| Jahr                 | Einwohnerzahlen |
| -------------------- | --------------- |
| 1663                 | 263             |
| 1781                 | 871             |
| 1848                 | 1.502           |
| 1890                 | 1.762           |
| 2. Dezember 1895 ¹   | 1.753           |
| 1. Dezember 1900 ¹   | 1.820           |
| 16. Juni 1925 ¹      | 1.881           |
| 16. Juni 1933 ¹      | 1.896           |
| 17. Mai 1939 ¹       | 2.102           |
| 1946                 | 3.291           |
| 1950                 | 4.479           |
| 25. September 1956 ¹ | 5.739           |
| 6. Juni 1961 ¹       | 7.291           |
| 1966                 | 10.993          |
| 27. Mai 1970 ¹       | 11.252          |

1Einwohnerzahl laut Volkszählung vom…
Ortsansichten

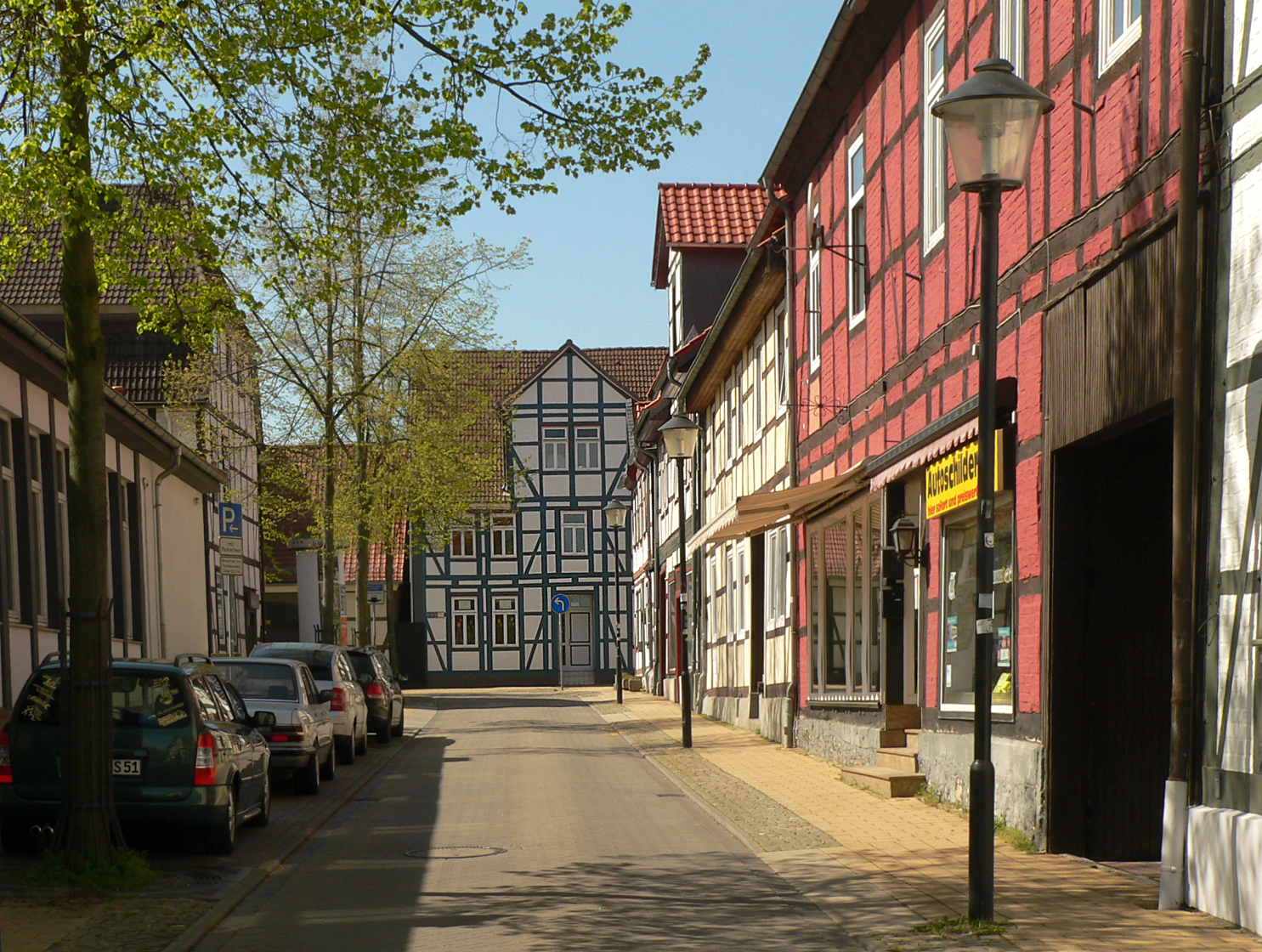
Blick in die Kattenstraße
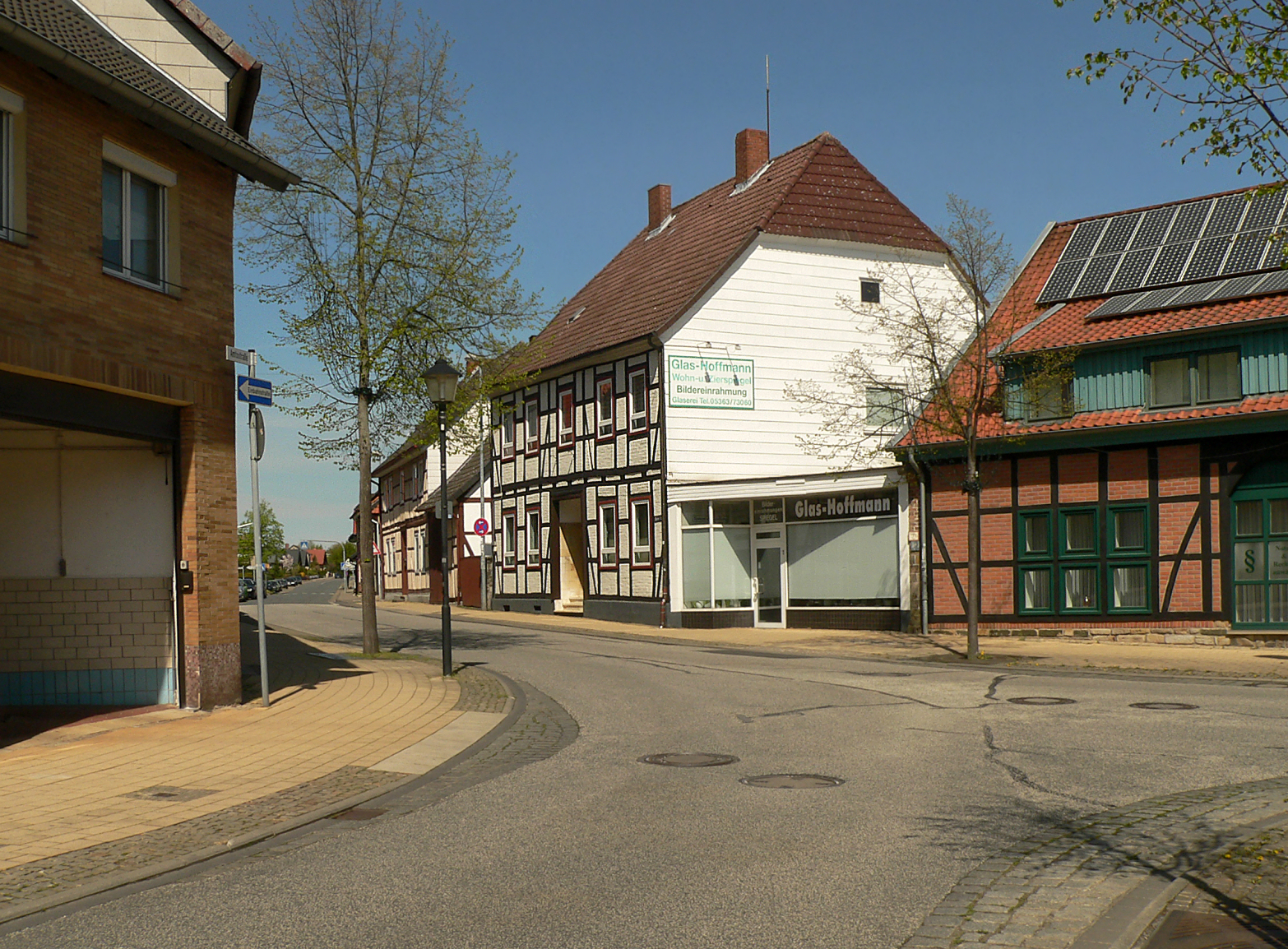
Obere Tor
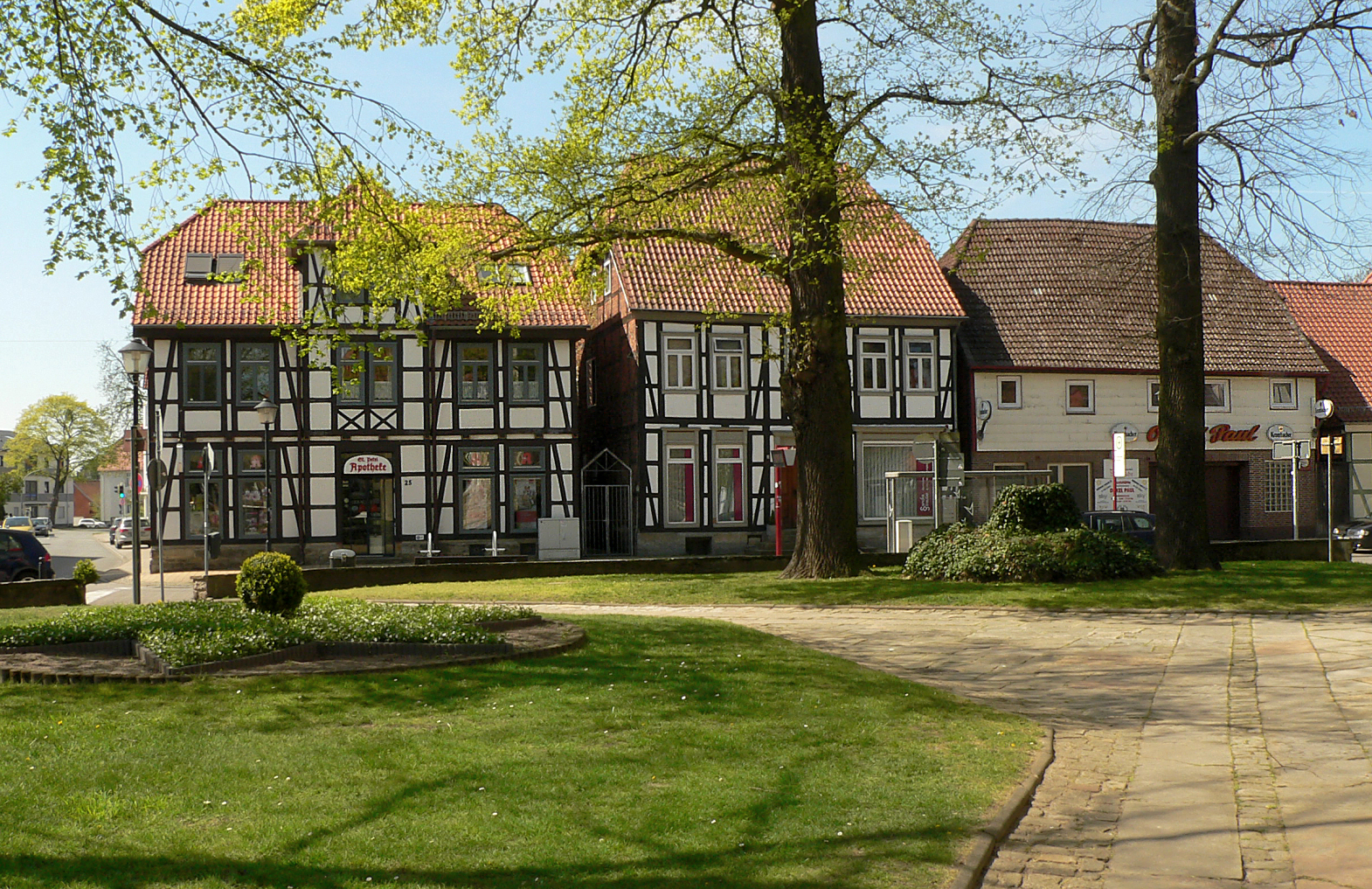
Kirchplatz
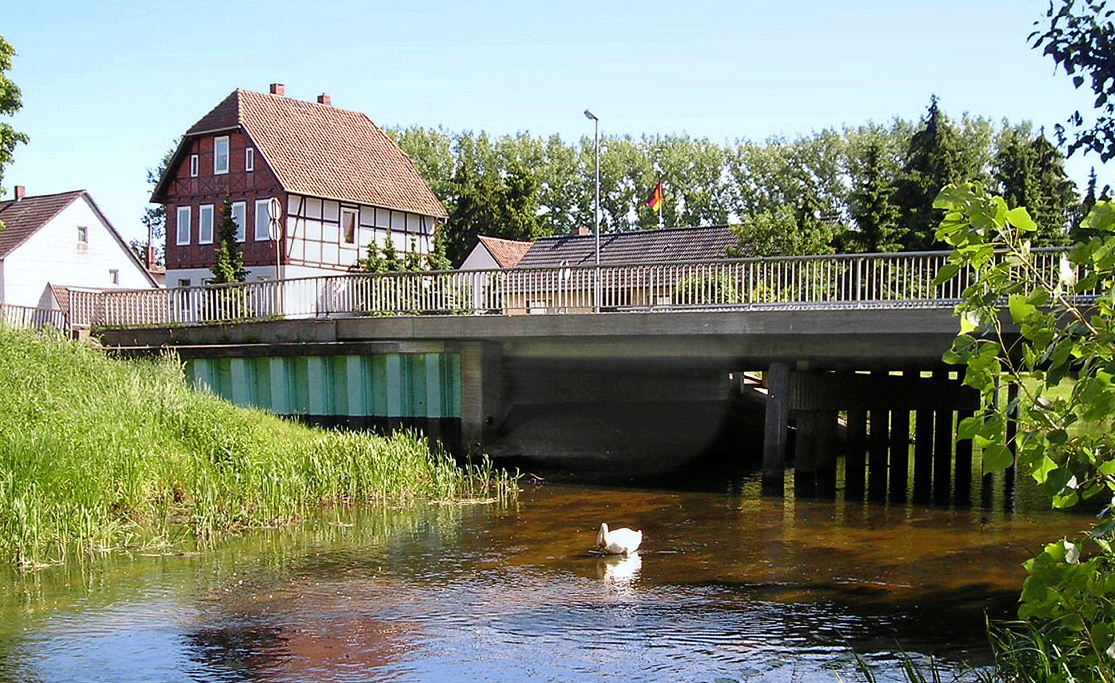
Allerbrücke

### Zugehörigkeiten

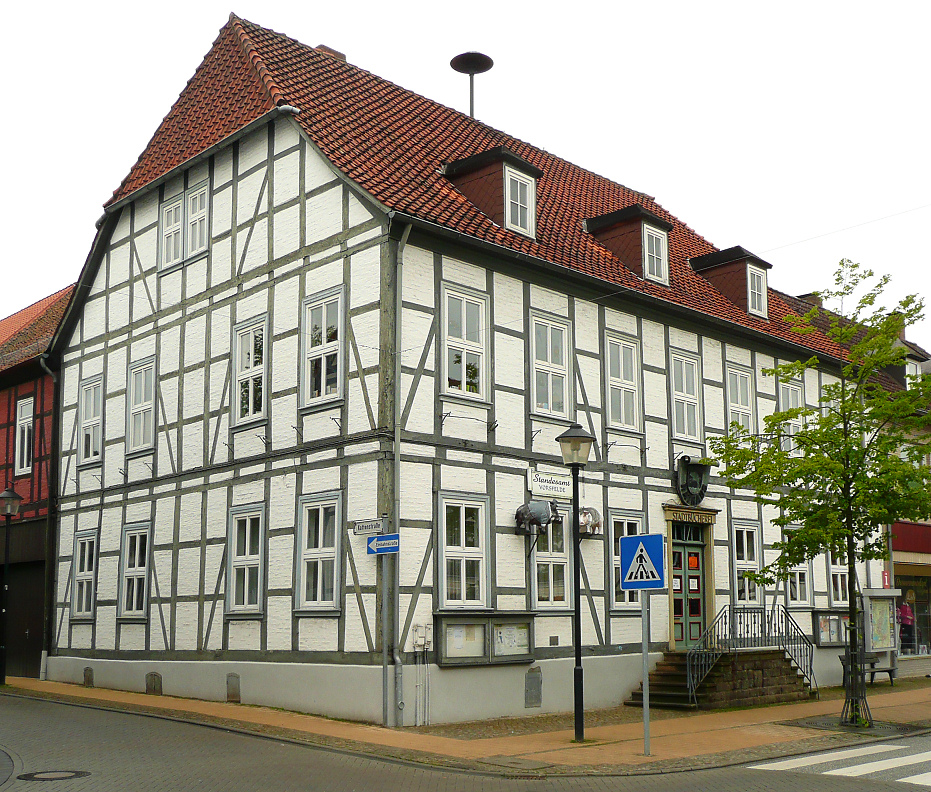
Früheres Rathaus Vorsfelde, heute Verwaltungsstelle und Standesamt

Vorsfelde gehörte seit seiner Gründung im 12. Jahrhundert zum Herzogtum Braunschweig-Lüneburg. In den ersten Jahrhunderten nach der Ortsgründung wechselten Stadt und Burg Vorsfelde ständig ihre Lehnsbesitzer. Vorsfelde und der Vorsfelder Werder waren wegen der Grenzlage über zwei Jahrhunderte zwischen den welfischen Herzögen der Linien Braunschweig und Lüneburg, den Markgrafen von Brandenburg und den Erzbischöfen von Magdeburg umkämpft.
Nach den Herren von Vorsfelde im 13. und 14. Jahrhundert herrschte ab 1389 die Adelsfamilie derer von Bartensleben über den Ort. Nach dem Erlöschen ihres Geschlechts 1742 fielen Vorsfelde und der Vorsfelder Werder als erledigtes Lehen an das Herzogtum Braunschweig-Wolfenbüttel als Teilfürstentum des Herzogtums Braunschweig-Lüneburg heim. Das Herzogtum richtete 1742 das Amt Vorsfelde ein und ließ bis 1918 den Vorsfelder Werder mit nahezu 15 Dörfern von hier aus verwalten.
Seit 1833 gehörte Vorsfelde zum braunschweigischen Landkreis Helmstedt. Am 11. Oktober 1955 erhielt der Ort die Stadtrechte. Die Stadt Wolfsburg gemeindete Vorsfelde am 1. Juli 1972 mit anderen Orten seines Umlandes ein. Danach gab es einen Ortsrat und die große Finanzkraft von Wolfsburg ließ wichtige Infrastruktureinrichtungen, wie das Schulzentrum Im Eichholz und weitere Baugebiete, entstehen.

## Politik

### Wappen

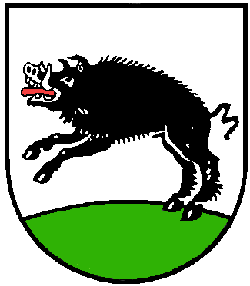
Altes Wappen

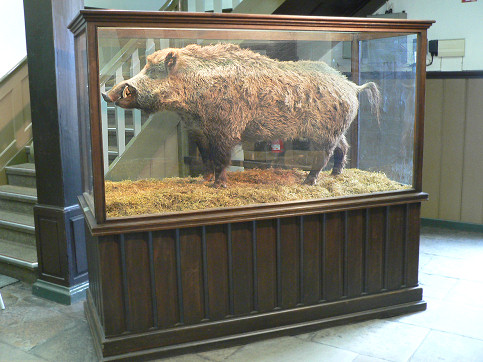
Wappentier Wildschwein im früheren Vorsfelder Rathaus

Das Vorsfelder Wappen zeigt auf silbernem Grund einen linksspringenden schwarzen Keiler über grünem Boden. Es ist ein redendes Wappen, bei dem das Wildschwein den Namensteil Vor im Ortsnamen Vorsfelde vergegenständlicht, Dat vor ist ein Begriff aus dem Niederdeutschen und steht für ein mageres Schwein. Das Wappenbild in der heutigen Form tauchte erstmals um 1740 auf. Es entstand aus dem Vorsfelder Ortssiegel, auf dem ein springendes Wildschwein bereits 1483 nachweisbar ist. Dass das Wappen die Gestalt eines Wildschweins hat, dürfte auch mit der Häufigkeit von Schwarzwild in den nahen Drömlingswäldern zusammenhängen.
Seit 1952 steht ein leibhaftiges Wappentier als ausgestopfter Keiler in einem Schaukasten im früheren Vorsfelder Rathaus (heute Verwaltungsstelle Stadt Wolfsburg). Das Tier wurde vom damaligen Bürgermeister Max Valentin im Drömling erlegt.

### Ortsbürgermeister
Politisch wird der Stadtteil durch den Ortsrat Vorsfelde vertreten. Ortsbürgermeisterin ist seit November 2021 Sandra Straube (PUG).

### Frühere Gemeinde- und Stadtdirektoren
Nach dem Zweiten Weltkrieg bis zur Eingemeindung nach Wolfsburg:
| von  | bis  | Name            |
| ---- | ---- | --------------- |
| 1946 | 1951 | Franz Schulze   |
| 1951 | 1958 | Karl Willgerodt |
| 1958 | 1970 | Paul Rother     |
| 1971 | 1972 | Rudolf Grommelt |

### Frühere Bürgermeister
Von Anfang des 20. Jahrhunderts bis zur Eingemeindung nach Wolfsburg:
| von  | bis  | Name            |
| ---- | ---- | --------------- |
| 1907 | 1925 | Wilhelm Schulze |
| 1925 | 1933 | Franz Schulze   |
| 1933 | 1945 | Max Valentin    |
| 1945 | 1946 | Franz Schulze   |
| 1946 | 1948 | Fritz Weiberg   |
| 1948 | 1952 | Emil Sturm      |
| 1952 | 1956 | Max Valentin    |
| 1956 | 1958 | Fritz Weiberg   |
| 1958 | 1961 | Max Valentin    |
| 1961 | 1964 | Fritz Weiberg   |
| 1964 | 1972 | Max Valentin    |

## Wirtschaft und Infrastruktur
1985 beauftragte die Stadt Wolfsburg den Architekturprofessor Friedrich Spengelin aus Hannover mit der Erstellung eines Bebauungsplanes für die Vorsfelder Innenstadt. Auslöser waren Planungen zum Bau von Einzelhandelsmärkten in Innenstadtnähe. Der Entwurf wurde Spengelin-Konzept genannt und ab 1988 größtenteils umgesetzt. Es nahm den Durchgangsverkehr aus der Innenstadt heraus und leitete ihn über Umgehungsstraßen ab. Ein wichtiger Punkt des Konzeptes war die Schaffung von zusätzlichem Parkraum für Geschäftskunden in der Innenstadt. Die zwischen Aller und der Straße An der Meine geplante vierspurige „Drömlingsallee“ von der Allerbrücke zur Meinstraße wurde nicht realisiert.

### Banken
Die Sparkassen-Funktion in Vorsfelde wird seit dem 1. Januar 2008 von der Braunschweigischen Landessparkasse wahrgenommen, die zur NORD/LB gehört. Die Marktführerschaft der NORD/LB im Gebiet des früheren Herzogtums/Freistaats Braunschweig, in dem auch Vorsfelde lag, ist geschichtlich bedingt. Vorsfelde, das von 1742 bis 1946 zum Herzogtum, später Freistaat Braunschweig gehörte, befindet sich daher nicht im Geschäftsgebiet der Sparkasse Celle-Gifhorn-Wolfsburg. Die Volksbank Vorsfelde eG ging auf das Jahr 1881 zurück, im Jahr 2000 ging sie in der Volksbank Wolfsburg eG (heute Volksbank BRAWO) auf.

### Straßenverkehr
Beim Straßenverkehr ist der Stadtteil mittlerweile stark vom Durchgangsverkehr entlastet. Bei Schichtwechsel des Volkswagen-Werks rollten früher tausende Kraftfahrzeuge von Berufs-Pendlern auf der B 188 durch Vorsfelde. Die erste Umgehungsstraße war ein 1,2 Kilometer langer Abschnitt der B 188 im Bereich der Altstadt (von An der Meine bis Wolfsburger Straße), der am 26. November 1968 eröffnet wurde. Seit den 1990er Jahren und dem Beginn des 21. Jahrhunderts entlasten weitere Umgehungsstraßen den innerstädtischen Verkehr großräumig.

### Bahnverkehr

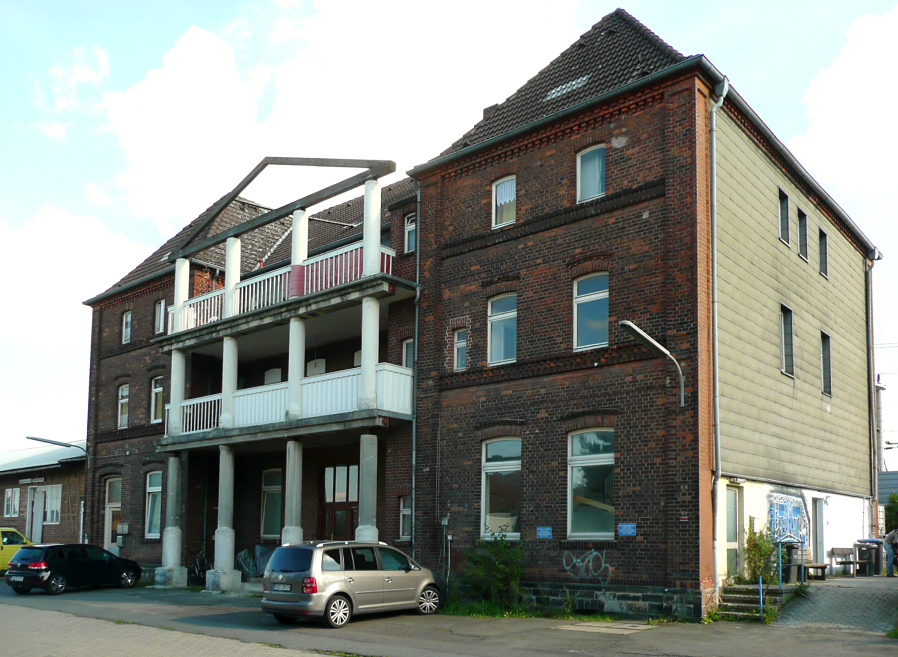
Ehemaliges Bahnhofsgebäude von 1873, heute Wohnhaus mit nachträglichem Säulenvorbau

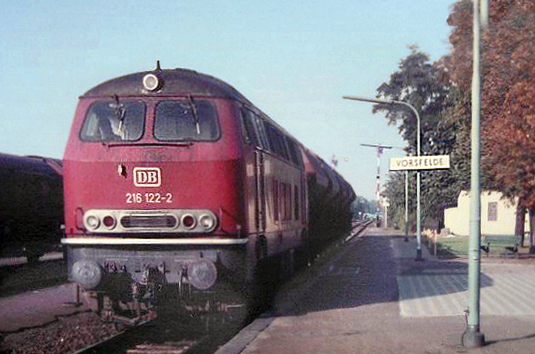
Lok 216 122-2 im Vorsfelder Bahnhof (1983)

Durch den Stadtteil verlaufen in Ost-West-Richtung die Lehrter Bahn und die Schnellfahrstrecke Hannover–Berlin. Der Lehrter Bahn als wichtiger Ost-West-Magistrale verdankt Vorsfelde seinen 1871 eingerichteten Eisenbahnanschluss. Um den 1873 erbauten Bahnhof siedelten sich auf damals freiem Feld Fabriken an, woraus sich die Vorsfelder Südstadt entwickelte. Nach 1945 war das im Zonenrandgebiet liegende Vorsfelde Grenzbahnhof für Güterzüge in die damalige Sowjetzone und spätere DDR. Die Bahnstrecke passierten auch Personenzüge des Interzonenverkehrs. Das Nordostende der ursprünglich nach Oebisfelde führenden Bahnstrecke Schandelah–Oebisfelde wurde 1955 wegen der Innerdeutschen Grenze nach Vorsfelde verlagert, so dass die Strecke vollständig in der Bundesrepublik lag. 1978 wurde der Bahnhof Vorsfelde für den Personenverkehr geschlossen, war aber bis zum Mauerfall 1989 weiterhin wichtig für den Güterverkehr. 1991 wurde der Bahnhof auch für den Güterverkehr geschlossen. Das ehemalige Bahnhofsgebäude kam in Privatbesitz und ist heute durch eine Lärmschutzwand von der Bahnstrecke abgetrennt.

### Schiffsverkehr
Durch den Stadtteil führt im Bereich des Aller-Urstromtals der Mittellandkanal. Nahezu parallel verläuft die Aller.
Das Wasserstraßen- und Schifffahrtsamt Uelzen besitzt in Vorsfelde am Mittellandkanal eine Außenstelle. Der Schiffsverkehr wird in den Häfen Wolfsburgs abgefertigt.

### Postwesen
Zur Entwicklung des Postwesens in Vorsfelde siehe: Postroute Braunschweig–Calvörde

### Öffentliche Einrichtungen
- Wasserverband Vorsfelde und Umgebung: Wasserversorgung und Abwasserentsorgung für 56 Orte im Umkreis von bis zu 30 Kilometern

### Bildung

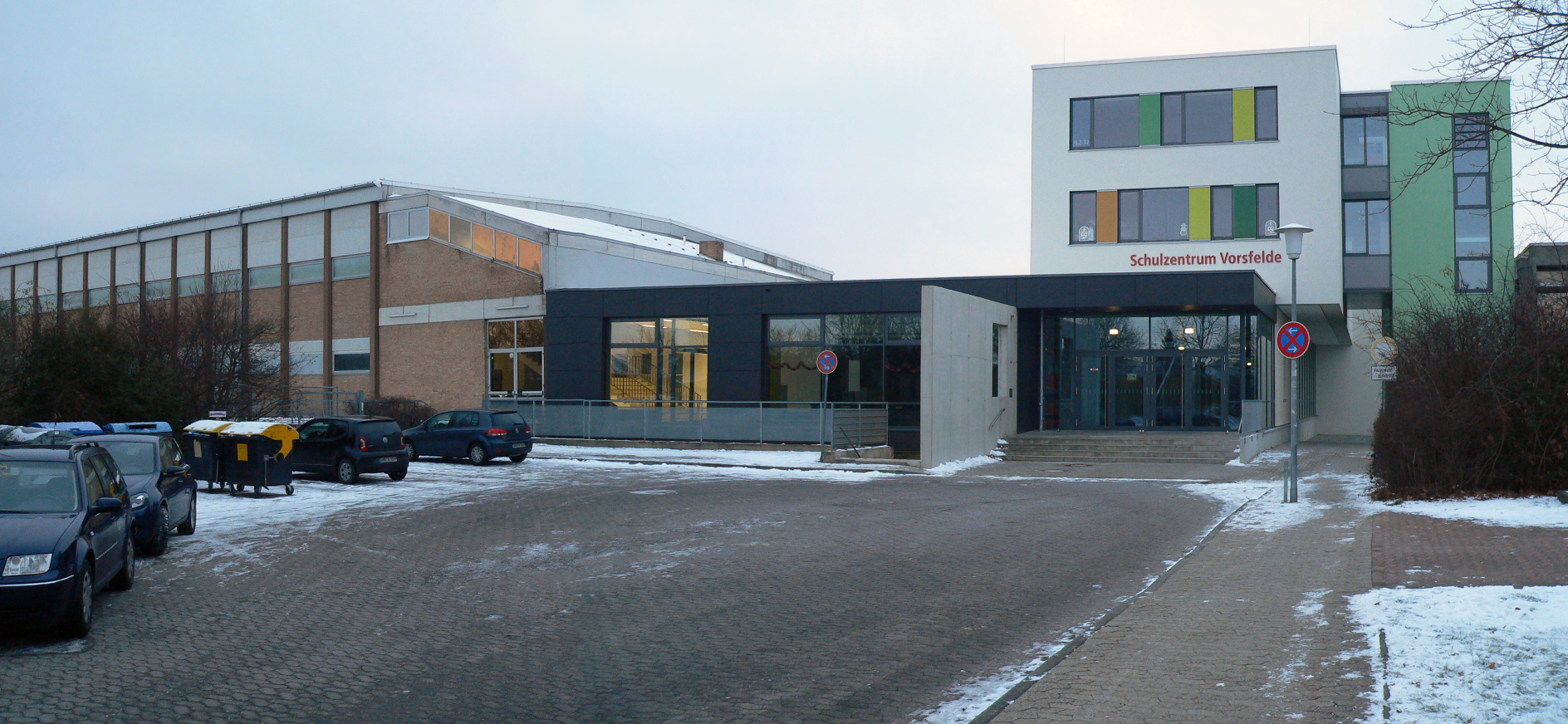
Schulzentrum mit Turnhalle

Nordwestlich der historischen Altstadt liegt das Schulzentrum Vorsfelde . Es besteht aus der Hauptschule Vorsfelde, der Realschule Vorsfelde, dem Phoenix-Gymnasium sowie der Zweigstelle der Friedrich-von-Schiller-Schule, einer Förderschule für Körperbehinderte. Der erste Bauabschnitt des Schulzentrums mit zwölf Klassenräumen war 1965 fertiggestellt und beherbergte anfangs nur die Realschule. Weitere Vergrößerungen erfolgten 1969, 1976 und seit 2011.
Die Hauptschule, die Realschule sowie das Gymnasium fusionierten ab dem Schuljahr 2009/2010 mit den gleichartigen Schulen des ehemaligen Schulzentrums Kreuzheide. Am Standort Vorsfelde sind ab dem Schuljahr 2012/2013 alle Schulen vereint. Seit der Fusion gibt es in Vorsfelde auch eine gymnasiale Oberstufe.
Außerdem befinden sich in Vorsfelde zwei Grundschulen:
- Grundschule Heidgarten in Vorsfelde-Nord von 1967
- Grundschule am Drömling mit den beiden Standorten Altstadt (von 1871 und 1955) und Moorkämpe (von 1959)

Folgende Kindertagesstätten befinden sich in Vorsfelde:
- Ev.-luth. St.-Petrus-Kindertagesstätte
- Katholische Kindertagesstätte St. Michael
- Ev.-luth. St.-Thomas-Kindertagesstätte
- Die Schmuddelkinder
- Städtisches Kinder- und Familienzentrum Vorsfelde
- Ev.-luth. Kinder- und Familienzentrum Johannes

## Kultur und Sehenswürdigkeiten

### Altstadtkern

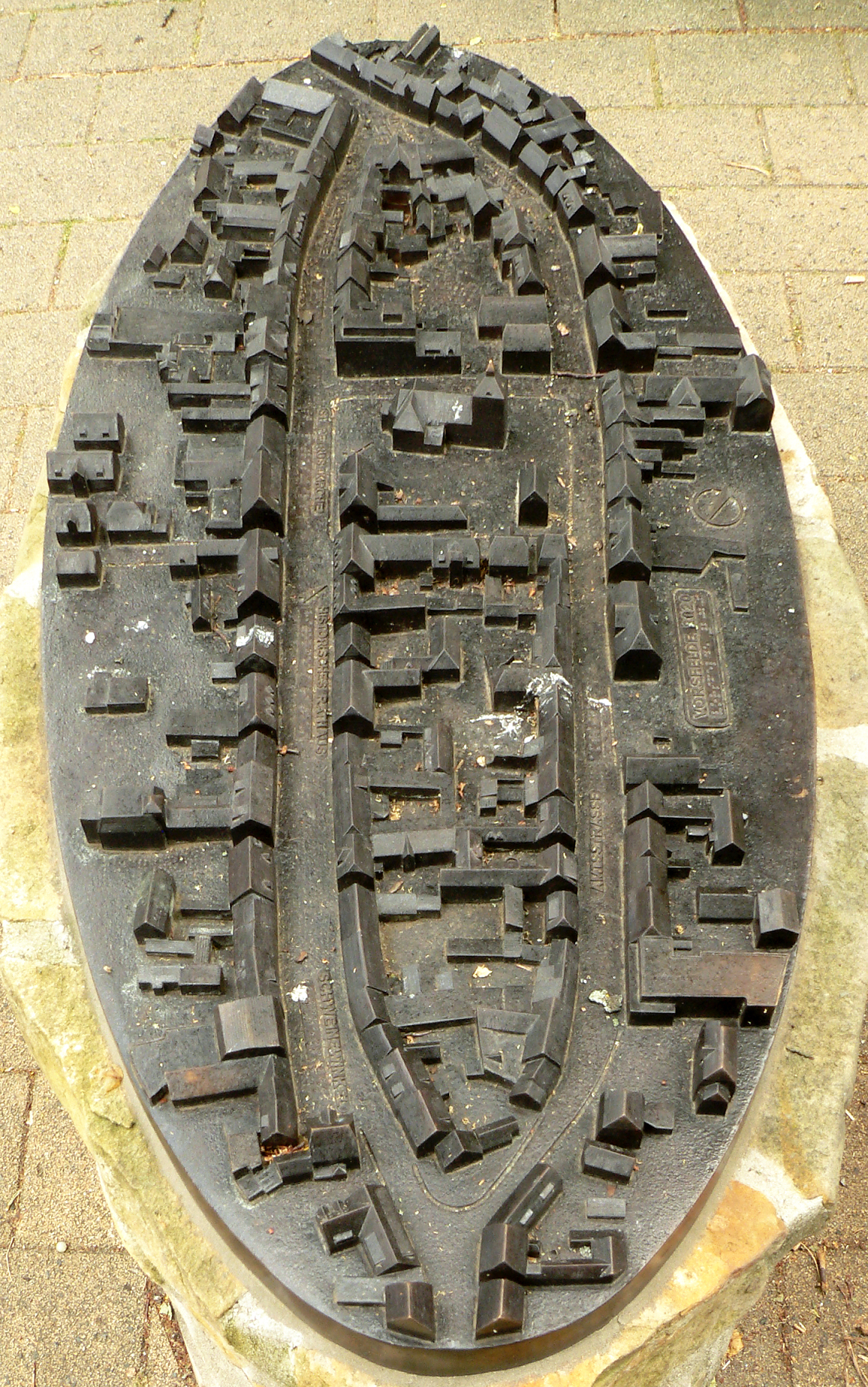
Tastmodell vom Altstadtkern an der St.-Petrus-Kirche

Der Vorsfelder Ortskern besteht aus einer Altstadt mit einem geschlossenen Bestand an restaurierten Fachwerkgebäuden und wenigen Neubauten. Straßenbelag und Straßenbeleuchtung wurden bei der Innenstadtsanierung 1999/2000 komplett erneuert und im historischen Stil hergestellt.
Auf dem Dach eines rund 300 Jahre alten Fachwerkhauses in der Langen Straße 33 hat seit 1860 jeweils ein Storchenpaar sein Nest. Es handelt sich um die älteste durchgehend bewohnte Niststelle im Wolfsburger Raum. Als Nahrungsgrundlage dient das nahe gelegene Feuchtgebiet des Drömlings.
Die Heimatstube Vorsfelde widmet sich der Vorsfelder Ortsgeschichte und zeigt darüber hinaus eine detailgetreu eingerichtete Wohnung im Stil der 1950er Jahre.

### Bauwerke
Die ältesten Gebäude sind das ehemalige Scharfrichterhaus von 1607 in der Meinstraße 14 und das Imkerhaus als Wohn- und Speicherhaus von 1590 in der Amtsstraße 9. Das Fachwerkhaus Amtsstraße 15, dessen Hausfront bis heute fast unverändert ist, entstand 1746. Ein weiteres altes Gebäude ist das Haus Lütcherath von 1798 als Ackerbürgerhaus mit auffälligem Mansarddach. Es gehört einer seit Ende des 17. Jahrhunderts in Vorsfelde ansässigen Familie.
Am südlichen Ende der Altstadt am Zusammenfluss von Amtsstraße und Lange Straße befindet sich ein dreieckiger Platz mit der Bezeichnung Ütschenpaul. Die Namensgebung beruht auf einem früheren Teich mit Fröschen und Unken, den Ütschen. 1990 wurde auf dem Platz als Wahrzeichen eine wasserspeiende Froschfigur aufgestellt.

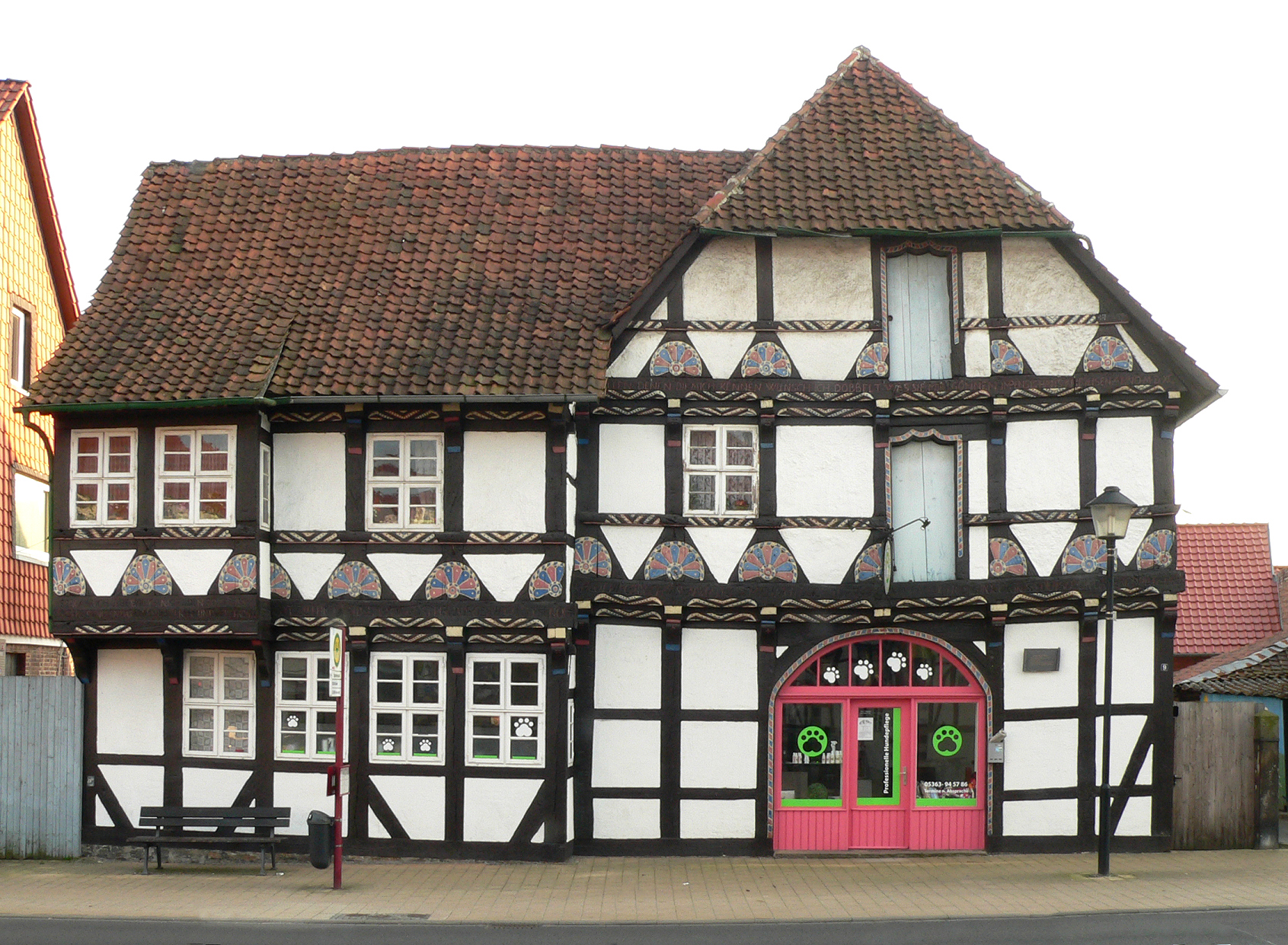
Das Imkerhaus oder auch Imkersche Haus, Vorsfeldes ältestes Wohngebäude von 1590
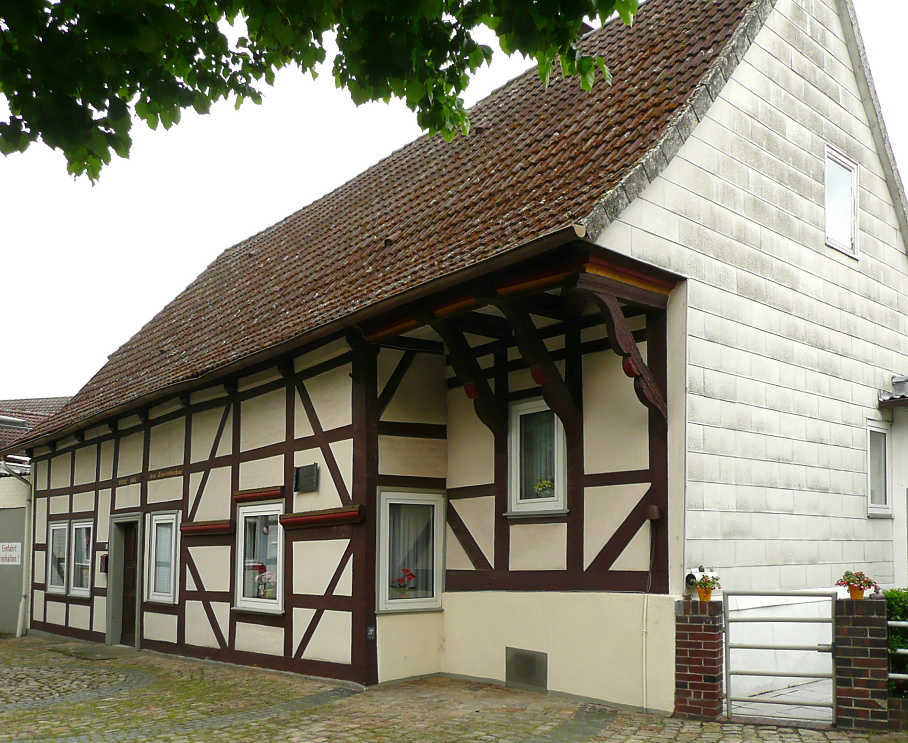
Vorsfelder Scharfrichterhaus von 1607
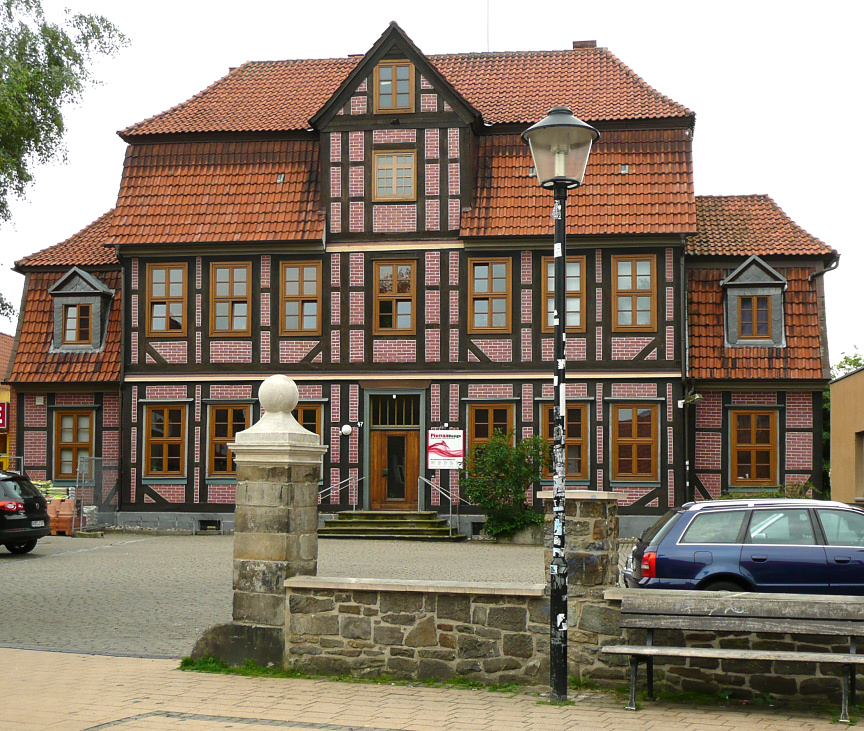
Früherer Amtshof Vorsfelde von 1780 in der Amtsstraße
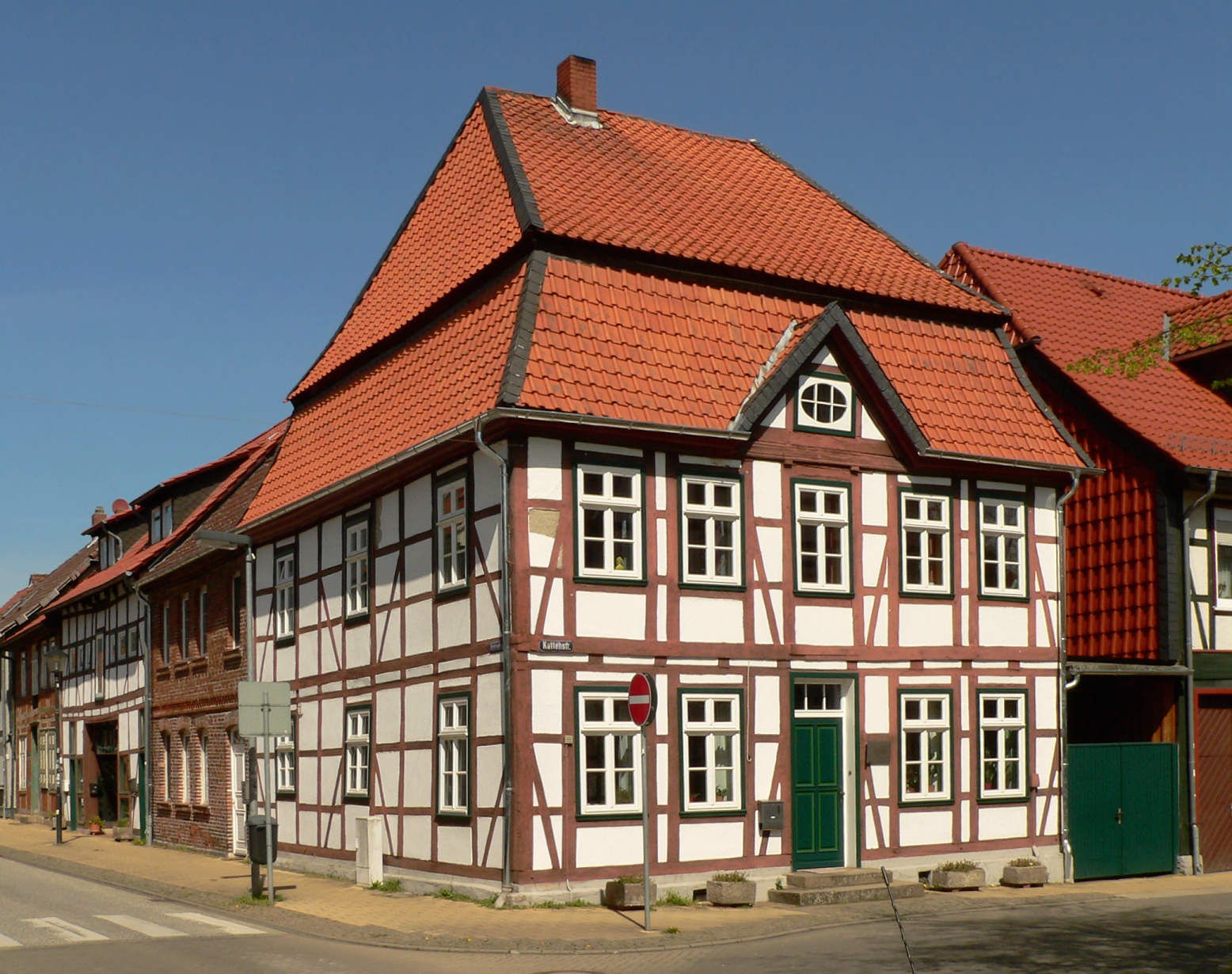
Haus Lütcherath mit Mansarddach von 1798
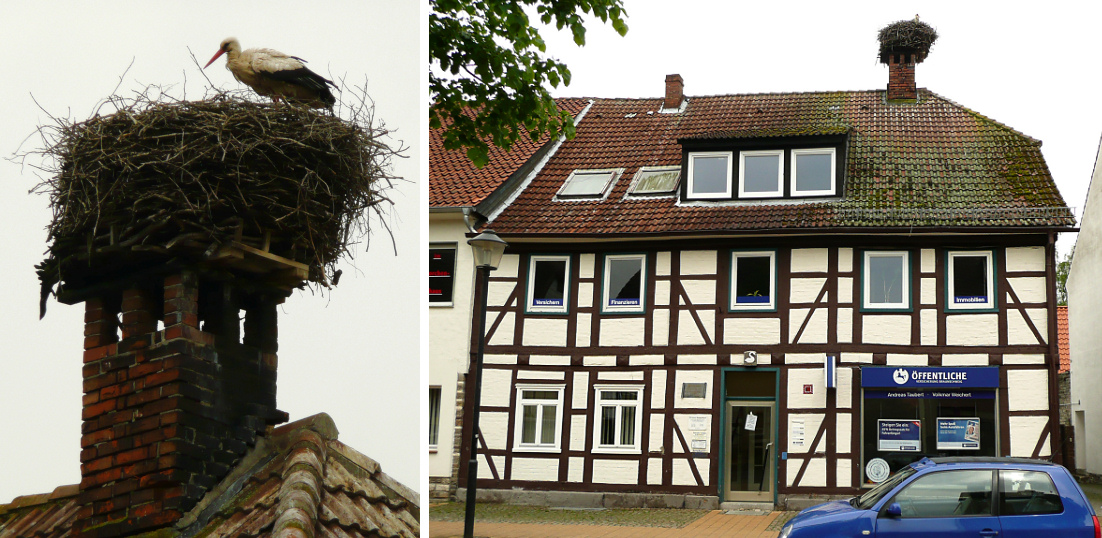
Storchennest auf dem Fachwerkhaus Lange Straße 38 von 1860
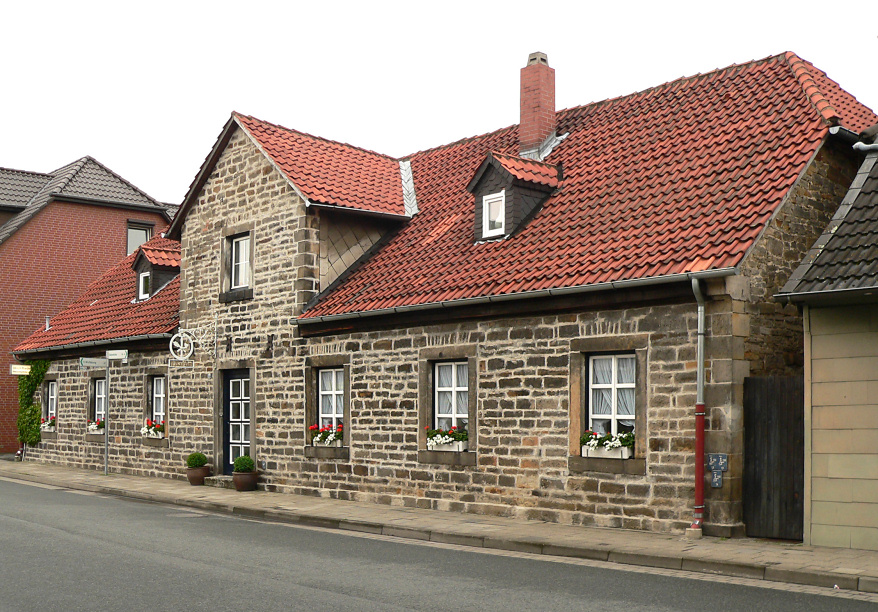
Ehemaliges Armenhaus Vorsfelde am Oberen Tor von 1865
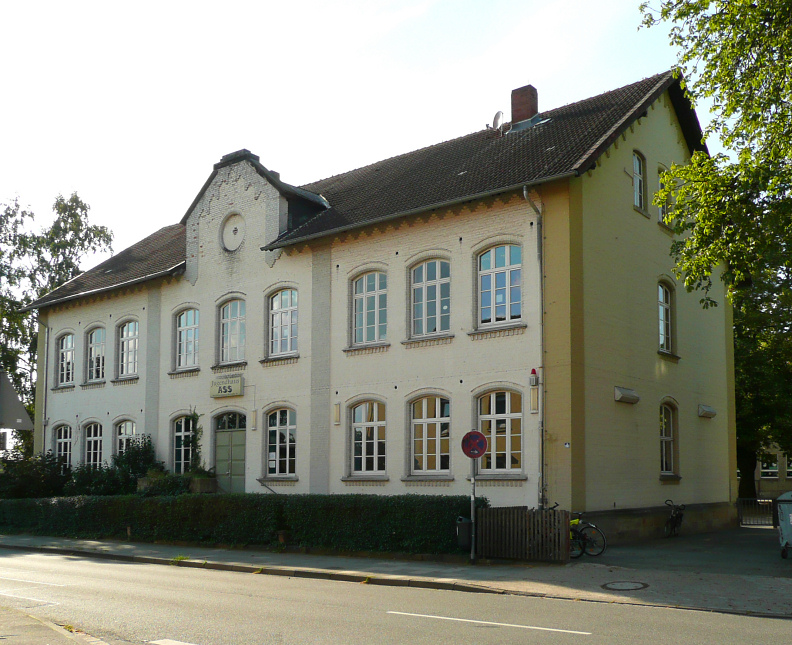
Gebäude der früheren Bürgerschule Vorsfelde von 1871
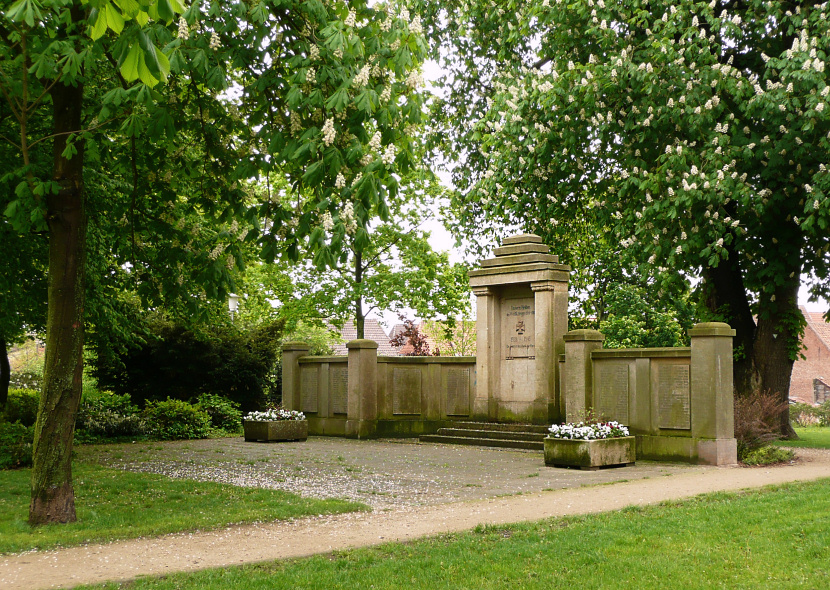
Ehrenmal von etwa 1920 für die Gefallenen des Ersten Weltkriegs auf dem Ehrenfriedhof
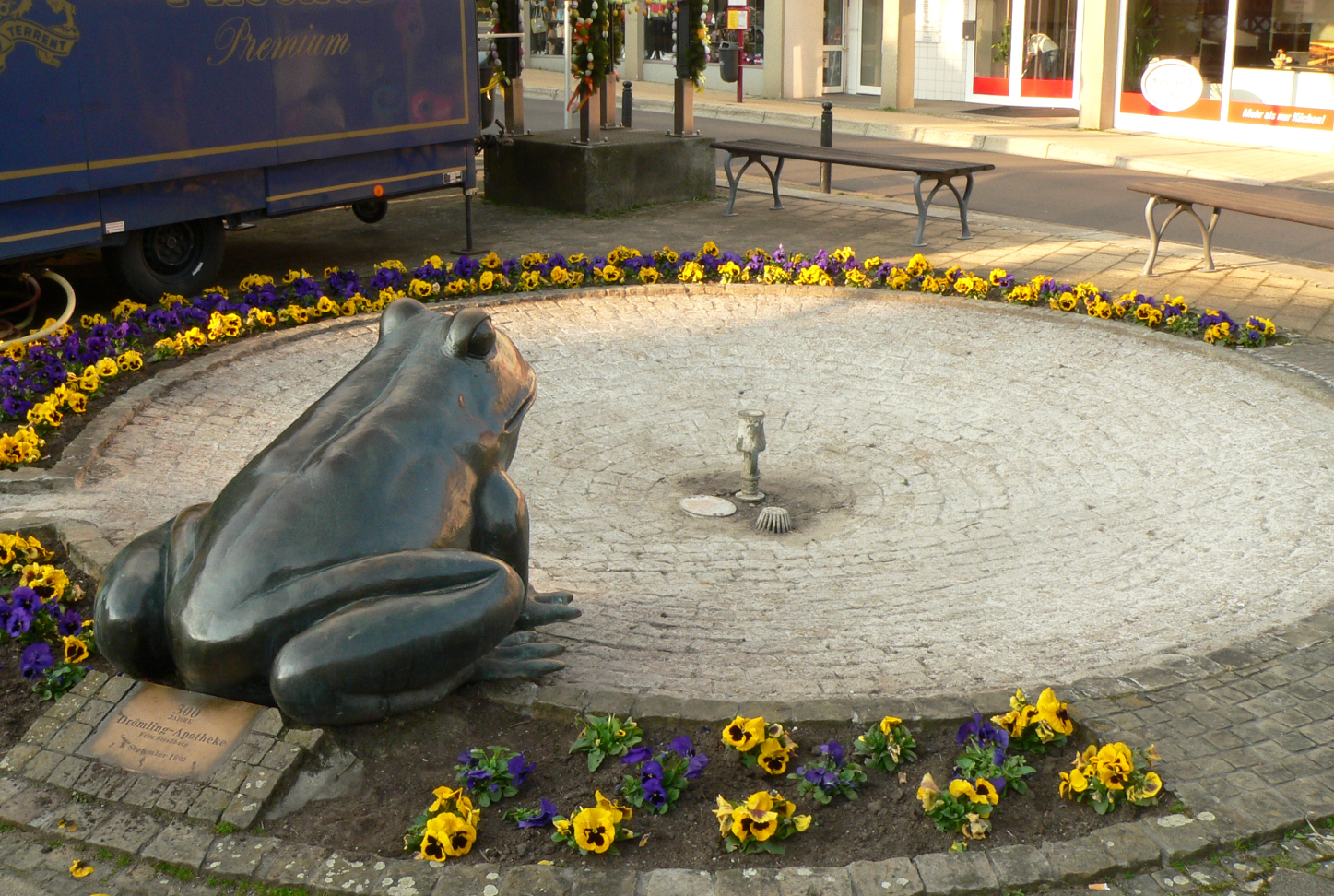
Das 1990 auf dem Platz Ütschenpaul errichtete Wahrzeichen mit einem Frosch
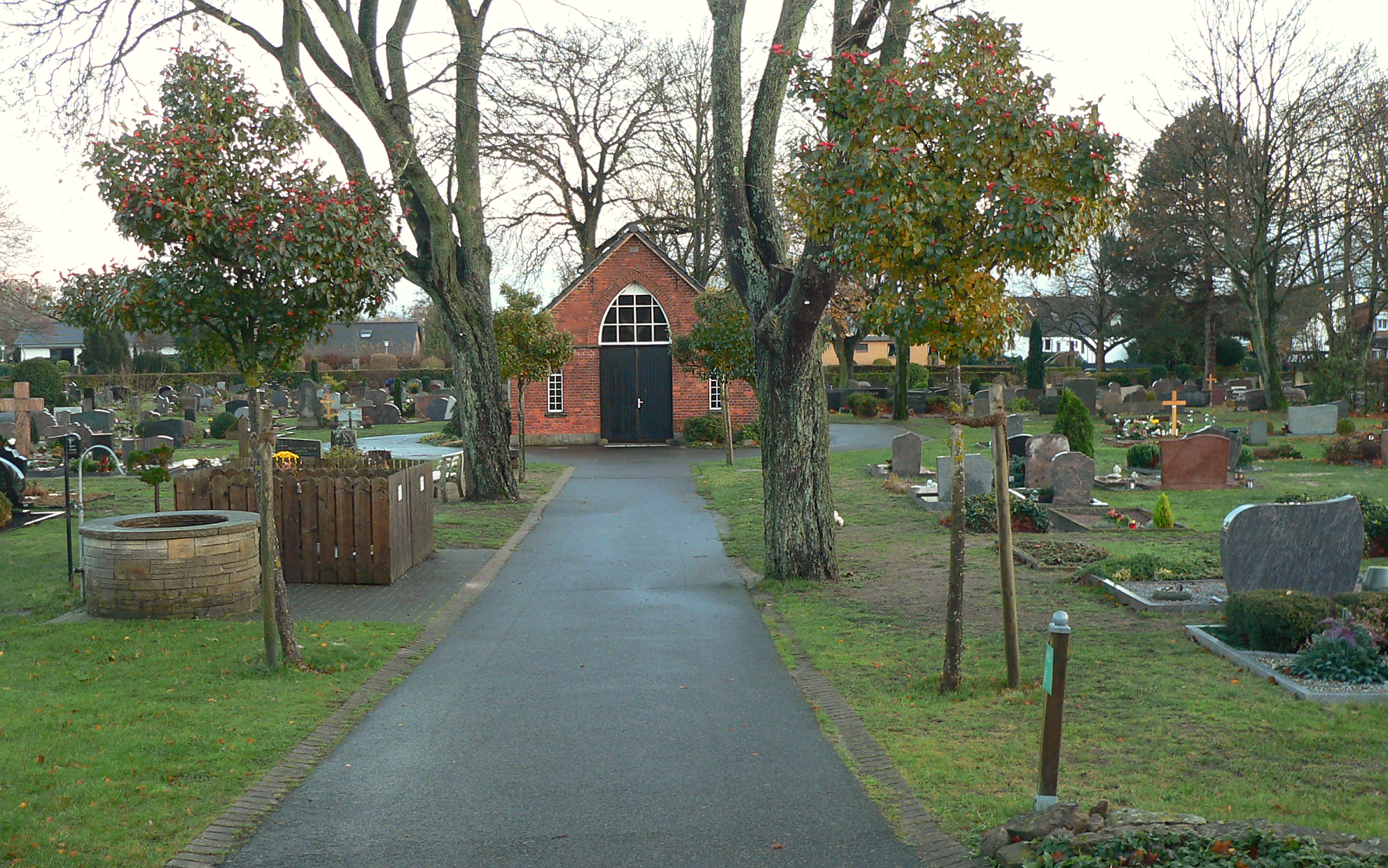
Der denkmalgeschützte Alte Friedhof an der Meinstraße

### Amtsgericht

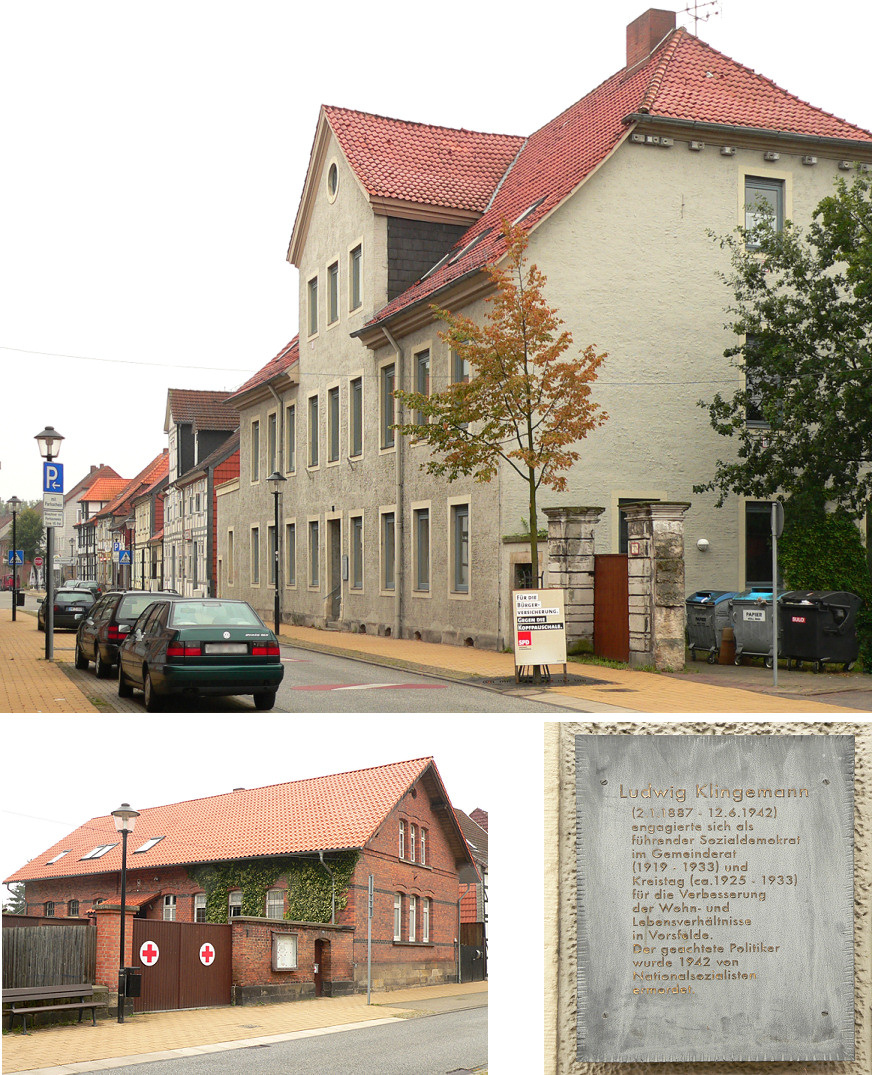
Ehemaliges Amtsgerichtsgebäude von 1801, heute Ludwig-Klingemann-Haus, unten ehemaliges Gefängnis, Klingemann-Gedenktafel

Zum 1742 eingerichteten Amt Vorsfelde gehörte ein 1755 bebautes Amtsgrundstück in der Amtsstraße 35, das nach dem Brand von 1798 im Jahre 1801 ein neu erbautes Gerichtsgebäude erhielt. Neben dem Gericht steht ein rotes Backsteingebäude, das früher als Gefängnis diente und heute vom DRK genutzt wird. Das Gerichtsgebäude war bis zur Eingemeindung durch die Stadt Wolfsburg 1972 Amtsgericht. Nach einer Nutzungsphase als Sitz Wolfsburger Behörden wurde es ab 1987 örtlichen Vereinen zur Verfügung gestellt. Das Haus wurde in „Ludwig-Klingemann-Haus“ umbenannt zur Erinnerung an den Arbeiterführer, USPD- und SPD-Ortsvorsitzenden Ludwig Klingemann. Der vor 1933 in den Gemeinderat und Kreistag gewählte Sozialdemokrat wurde 1942 von Nationalsozialisten ermordet.

### Kirchen

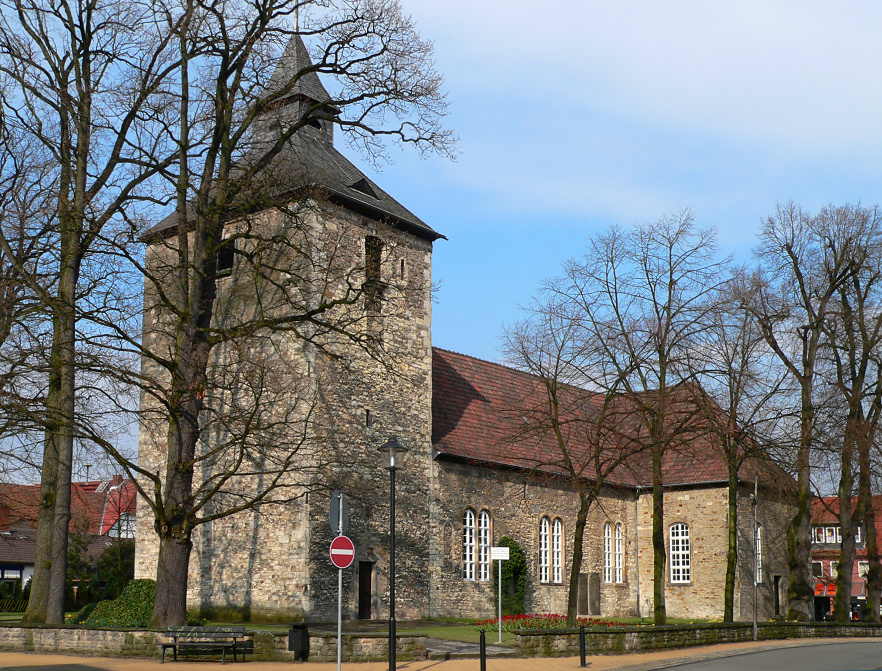
St.-Petrus-Kirche in der Altstadt

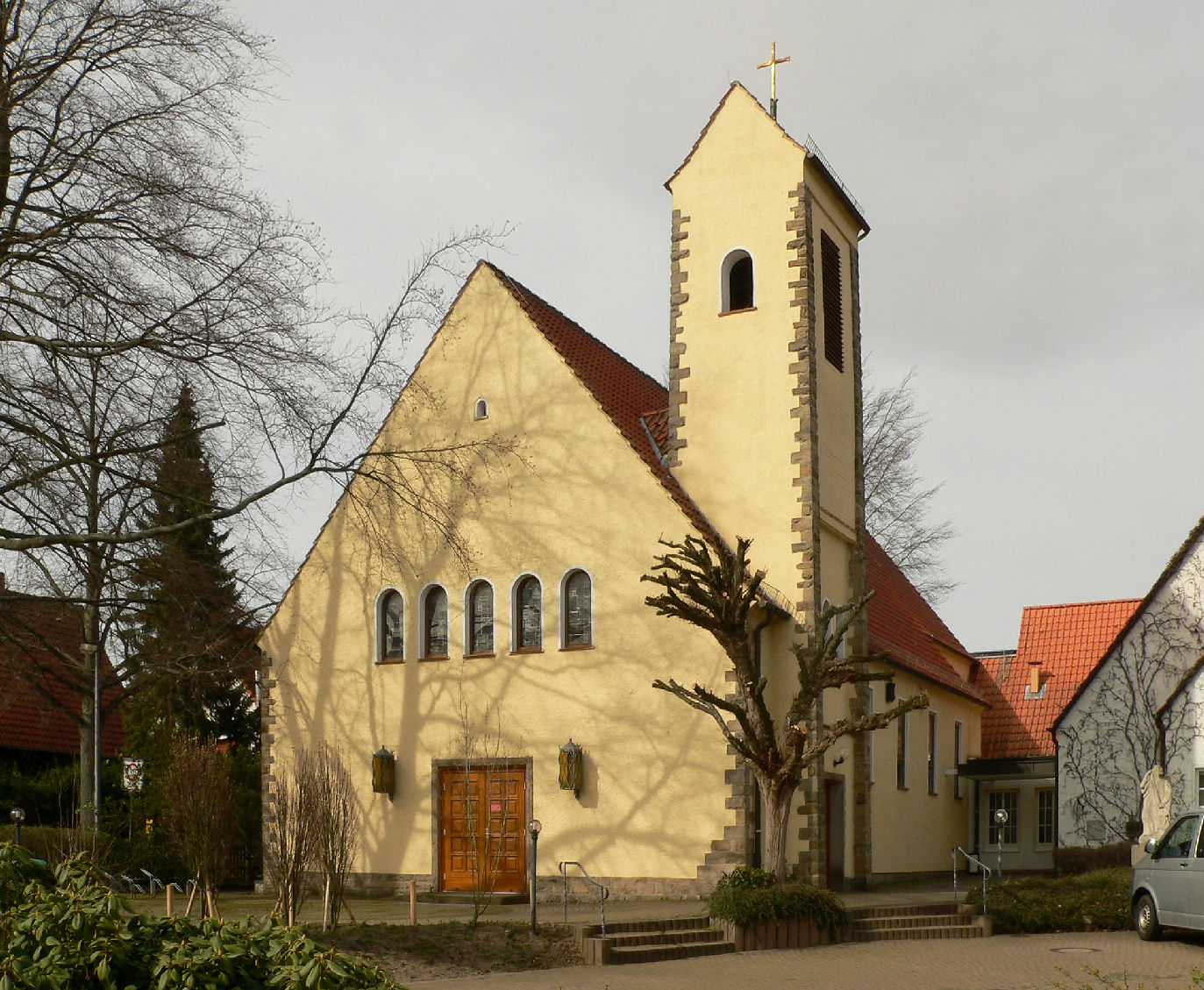
St.-Michael-Kirche

- St.-Petrus-Kirche (vermutl. ab 1135 als Kapelle) – evangelisch-lutherisch
Das in zentraler Lage im Altstadtkern gelegene Gotteshaus ist unter den Wolfsburger Kirchen das größte Gebäude mit mittelalterlicher Bausubstanz. Es entstand als einschiffige Saalkirche mit einem querrechteckigen Turm und könnte anfangs auch als Wehrkirche gedient haben. Die Entstehungszeit der Kirche wird im 14. bis 15. Jahrhundert vermutet, wo die St.-Petrus-Kirche bereits zentrale Kirche des Vorsfelder Werders war und später Patronatskirche des Adelsgeschlechts derer von Bartensleben, von denen sich 13 Zinksärge noch heute in der Gruft befinden.
- St.-Michael-Kirche – römisch-katholisch
1950 wurde im Norden von Vorsfelde ein Pfarrhaus mit Gemeindesaal erbaut, 1952 entstand daneben die nach dem Erzengel Michael benannte Kirche.
- Johanneskirche – evangelisch-lutherisch
Die nach dem Evangelist Johannes benannte Kirche in Vorsfelde-Süd wurde 1967 an der Schlesierstraße errichtet, nachdem sich die Einwohnerzahl der Südstadt in der Nachkriegszeit durch Wohnungsneubauten erheblich vergrößert hatte. Die Architekten der Kirche, Heinz Röcke und Klaus Renner aus Braunschweig, entwarfen damals auch das Römisch-Germanische Museum in Köln. Zunächst wurden neben Kirche und Gemeindezentrum auch Pfarrhaus und Küsterhaus erbaut. Der ursprünglich geplante Glockenturm sowie ein Jugendhaus wurden nicht realisiert. Am 31. Januar 1967 wurde das Richtfest gefeiert, und am 5. November 1967 folgte die Einweihung.[9] 1972 wurde die Kirche um einen Glockenturm mit drei Glocken bereichert, die bereits 1971 gegossen wurden.[10] Ihre aus einem Krankenhaus in Hamburg stammende Orgel verfügt über 13 Register. Das Bild neben dem Kreuz an der Rückwand des Altarraums zeigt Jesus Christus mit seinem Lieblingsjünger Johannes. Weitere sieben Bilder zeigen Ich-bin-Worte Jesu. Partnergemeinde ist die Kirchengemeinde in Kloster Neuendorf.
- Neuapostolische Kirche
Die in den 1980er Jahren erbaute Kirche wurde 2007/2008 geschlossen und später abgerissen. Heute befindet sich auf dem ehemaligen Kirchengrundstück Obere Tor 26 das Gebäude eines Bestattungsunternehmens.

### Sport
Der Stadtteil verfügt über eine Reihe von Sportvereinen. Der größte Verein ist der 1862 gegründete und breitensportorientierte MTV Vorsfelde, der mit 5330 Mitgliedern (Stand: 1. Januar 2016) einer der mitgliederstärksten Sportvereine in Niedersachsen ist. Er verfügt über ein vereinseigenes Fitness- und Gesundheitscenter. Hauptsächlich auf Fußball ausgerichtet ist der SSV Vorsfelde von 1921 mit seiner Spielstätte im Drömlingstadion am Mittellandkanal. Der Verein nahm in den 1990er Jahren zwei Mal an der ersten Hauptrunde des DFB-Pokals teil. Weiterhin gibt es den Vorsfelder Tennis-Verein.

### Vereine/Gruppen (Auswahl)
| Verein/Gruppe                                  | Gründung | Mitglieder | Stand |
| ---------------------------------------------- | -------- | ---------- | ----- |
| Männergesangverein                             | 1843     | 221        | 1995  |
| Schützenbrüderschaft                           | 1846     | 210        | 2012  |
| Männerturnverein (MTV 1862 e. V.)              | 1862     | 5300       | 2011  |
| Freiwillige Feuerwehr                          | 1866     | 900        | 1995  |
| Keglerklub                                     | 1867     | 16         | 1995  |
| Kyffhäuserkameradschaft                        | 1873     | 350        | 1995  |
| Evangelische Frauenhilfe St. Petrus            | 1910     | 85         | 1995  |
| Spiel- und Sportverein Vorsfelde (SSV)         | 1921     | 600        | 1995  |
| Reit- und Fahrverein Vorsfelde                 | 1921     | 400        | 1995  |
| Vorsfelder Tennisverein                        | 1926     | 200        | 1995  |
| Deutsches Rotes Kreuz                          | 1937     | 1.200      | 1993  |
| LandFrauenverein Vorsfelde und Umgebung        | 1946     | 587        | 2014  |
| Angel- und Gewässerschutzverein Vorsfelde      | 1946     | 650        | 1992  |
| Kleintierzuchtverein F 435                     | 1948     | 41         | 1995  |
| Sozialverband                                  | 1948     | 410        | 1995  |
| Pommersche Landsmannschaft                     | 1950     | 50         | 1995  |
| Gemischter Chor                                | 1950     | 160        | 1989  |
| Verein für Heimatpflege, Natur- und Tierschutz | 1952     | 207        | 1995  |
| Siedlergemeinschaft Vorsfelde                  | 1954     | 200        | 1993  |
| Fanfaren- und Hörnerzug „Elche“                | 1955     | 162        | 1993  |
| DLRG                                           | 1965     | 687        | 2015  |
| Shantychor „Drömlingsänger“                    | 1980     | 65         | 2009  |

Ehemalige Vereine (Auswahl)
| Verein                                | Gründung | Aufgelöst |
| ------------------------------------- | -------- | --------- |
| Bürgerverein                          | 1845     | 1853      |
| Landwirtschaftlicher Amtsverein       |          | 1930      |
| Pferdeversicherungsverein             |          | 1950      |
| Schweinekassenunterstützungsverein    | 1892     | etwa 1960 |
| Radfahrverein                         | 1898     | 1940      |
| Arbeiterturnverein                    | 1918     | 1933      |
| Milchkontrollverein                   |          | 1968      |
| Ziegenzuchtverein                     |          | 1970      |
| Imkerverein                           | 1938     | 1973      |
| Verband deutscher Soldaten            | 1950     | etwa 1985 |
| Reservistenkameradschaft              | 1962     |           |
| Kleingartenverein Behrendorfer-Wiesen | 1962     | 2010      |

### Regelmäßige Veranstaltungen
- Osterfeuer
- Schützenfest
- Kyffhäuser Sommerfest
- Eberfest
- Eberlauf
- Stadtlauf
- Drömlingmesse
- Weihnachtsmarkt

### Kunst im Stadtbild
- Kinder auf dem Laufbalken (1962) von Maximilian Stark (Gifhorn) – am Ütschenpaul
- Gib mir meinen Ball (1980) von Harald Isenstein (Kopenhagen) – an der St.-Petrus-Kirche (Kopie; das Original steht seit 1990 im Klinikum Wolfsburg)
- Denkmal im Schweinewinkel (2002), Lange Straße, zur Erinnerung an die früheren Kleinvieh- und Schweinemärkte von Georg Arfmann

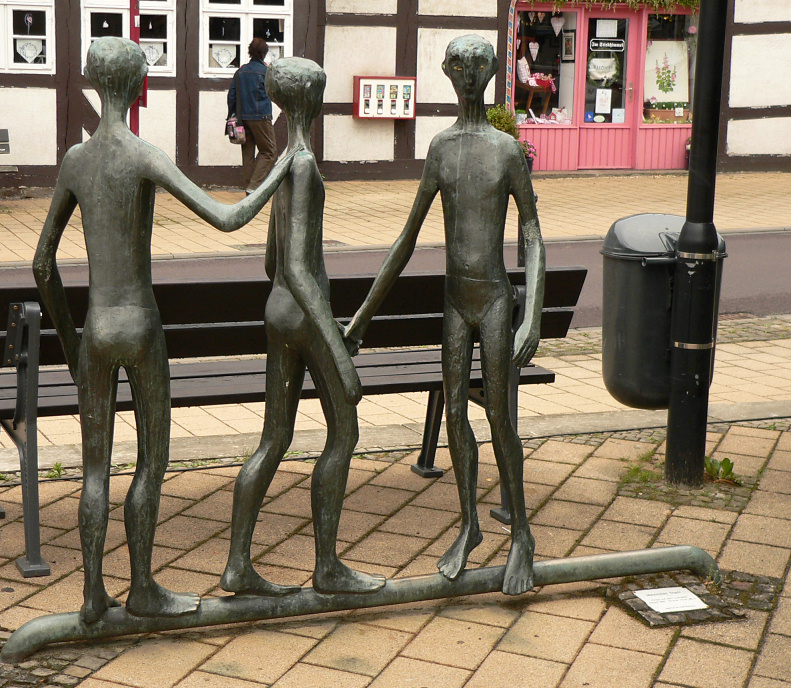
Kinder auf dem Laufbalken
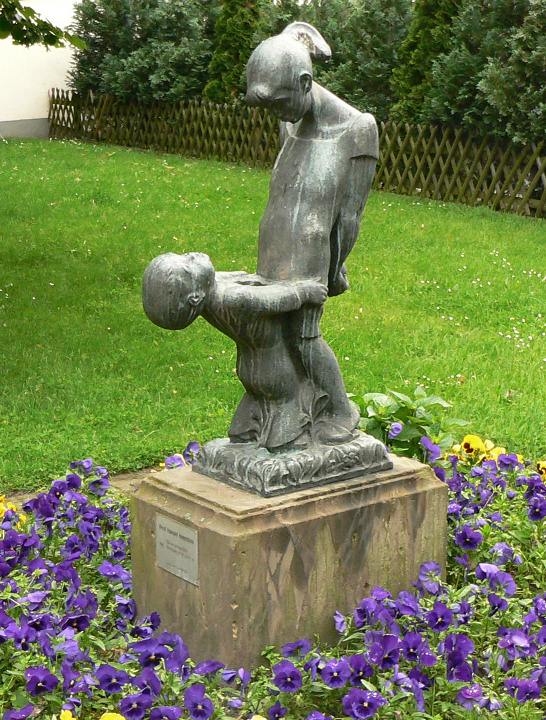
Skulptur: Gib mir meinen Ball
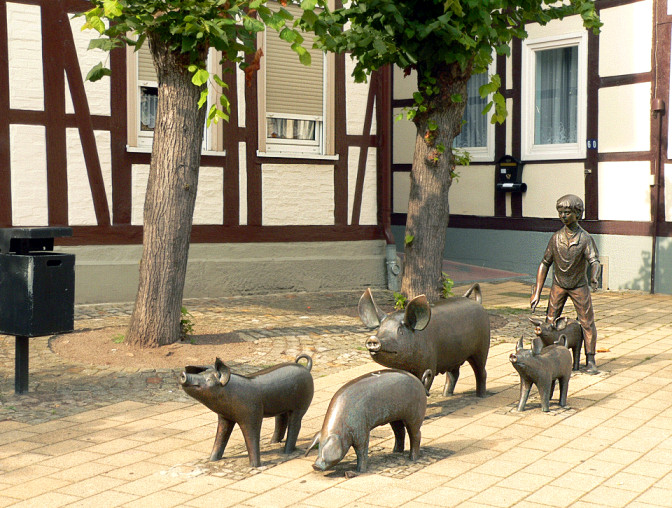
Denkmal im „Schweinewinkel“
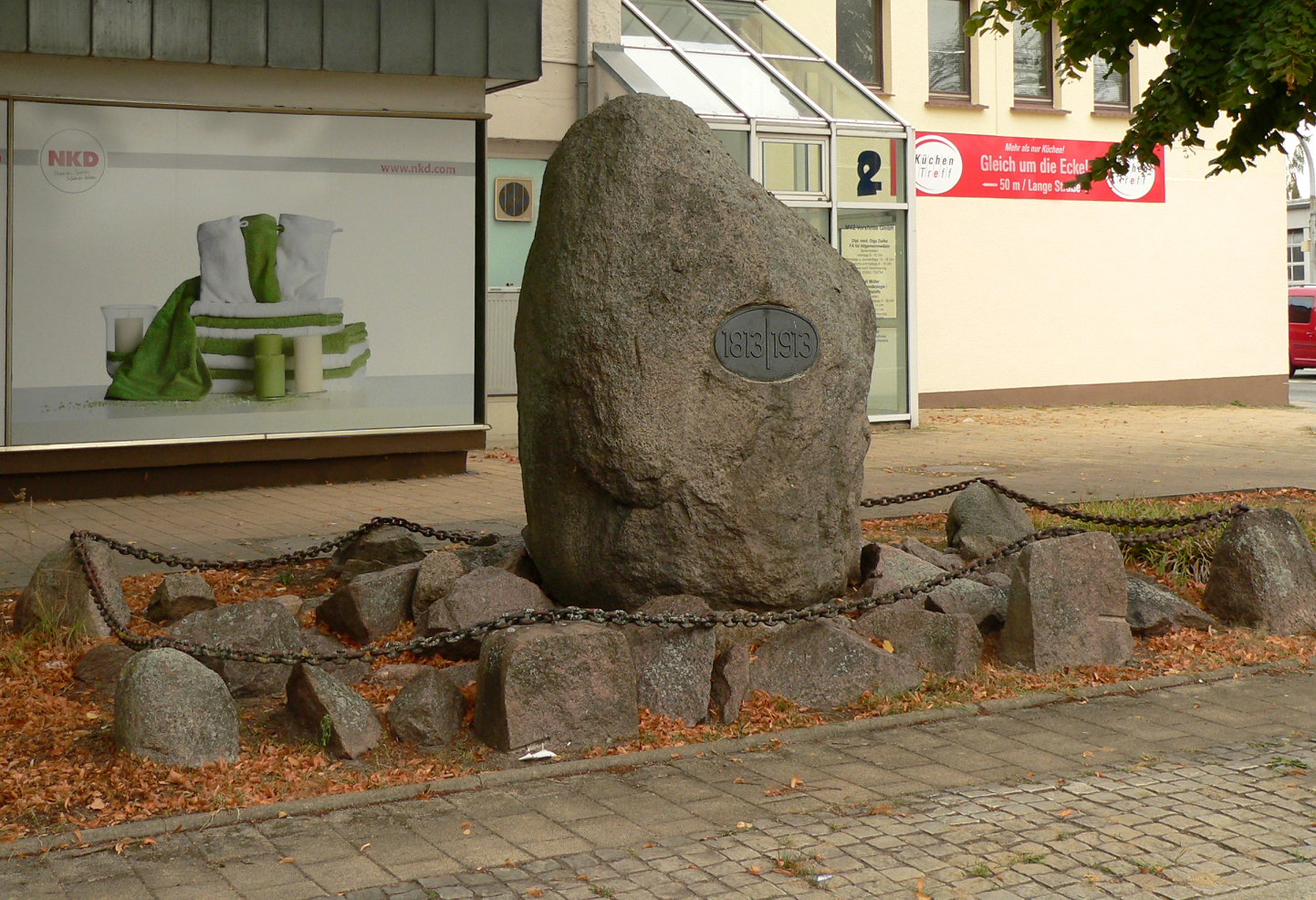
Findlings-Gedenkstein von 1913 am Dammtor zu 100 Jahre Völkerschlacht bei Leipzig von 1813

## Persönlichkeiten

### Ehrenbürger
Die Stadt Vorsfelde verlieh vor ihrer Eingemeindung nach Wolfsburg 1972 den folgenden zwei Personen das Ehrenbürgerrecht:
- Fritz Weiberg (1900–1977), 1965, Landrat (SPD) im Landkreis Helmstedt
Er war zeitweise Bürgermeister und setzte sich als Landrat im Helmstedter Kreistag für Vorsfelder Belange (Wohnungsbau, Allersee, Wasserversorgung, Zonengrenzbezirk) ein.
- Max Valentin (1902–1979), 1971, Bürgermeister (DP)
Er war von 1933 bis 1945 und zeitweise zwischen 1952 und 1971 Bürgermeister. Der Sohn eines Vorsfelder Landwirts kehrte nach dem Besuch einer höheren Schule in Braunschweig zurück. Er begleitete die Entwicklung des Ortes langjährig.

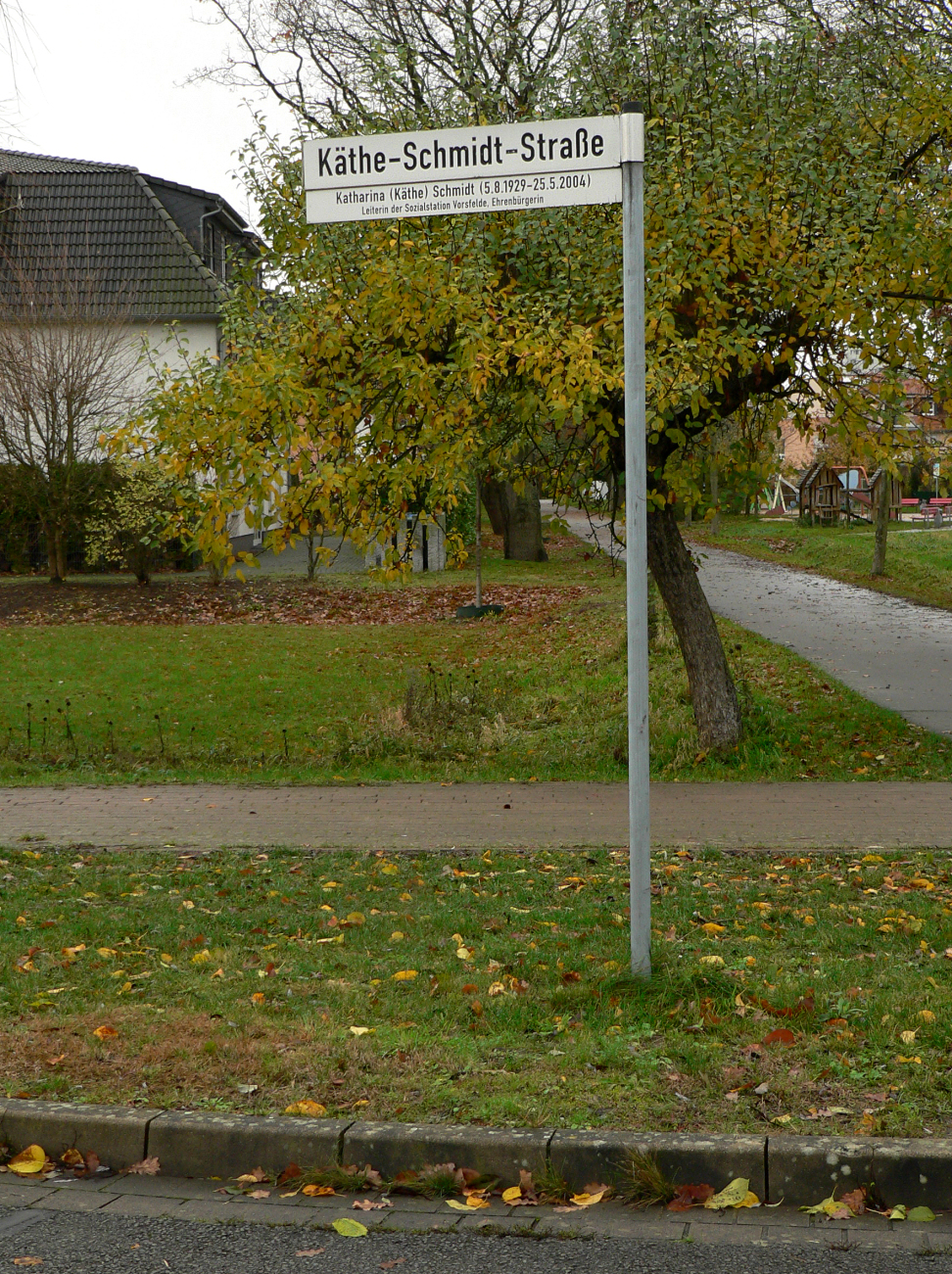
Nach Käthe Schmidt benannte Straße

Weitere Ehrenbürgerin aus Vorsfelde wurde nach der Eingemeindung von 1972:
- Käthe Schmidt (1929–2004), 2001, engagiert beim Deutschen Roten Kreuz und Begründerin des „Wolfsburger Mittagstisches“, Trägerin des Bundesverdienstkreuzes.[11]

Nach den Ehrenbürgern sind Straßen in Vorsfelde benannt.

### Söhne und Töchter von Vorsfelde
- Gebhard Friedrich Eigner (1776–1866), Lehrer, Prinzenerzieher, Bibliothekar und Museumsdirektor
- Carl Grete (1810–1871), Kaufmann, Bürgermeister und Abgeordneter
- Heinrich Ebeling (1840–1913), Altphilologe
- Paul Zimmermann (1854–1933), Historiker
- Walter Lerche (1901–1962), Jurist
- Gerhard Schrader (* 1940), Fußballspieler und -trainer
- Günter Lach (1954–2021), Politiker
- Petra Damm (* 1961), Fußballspielerin
- Markus Kessler (* 1962), Leichtathlet
- Maraike Kusian (* 2002), Handballspielerin

### Persönlichkeiten, die vor Ort gewirkt haben
- Johann Balthasar Lüderwald (1722–1796), Theologe, Superintendenten und Pastor primarius in Vorsfelde
- Theodor Wilhelm Heinrich Bank (1780–1843), Konsistorialrat in Vorsfelde
- August Heinrich Hoffmann von Fallersleben (1798–1874), Dichter, weilte häufig beim Vorsfelder Bürgermeister Carl Grete
- Wilhelm Hille (1803–1880), Superintendent in Vorsfelde
- Diedrich Speckmann (1872–1938), Schriftsteller und Hauslehrer in Vorsfelde
- Walter Justus Jeep (1878–1964), Pfarrer in Vorsfelde
- Ludwig Klingemann (1887–1942), Arbeiterführer, Gemeinderatsmitglied und NS-Opfer
- Rolf Nolting (1926–1995), Architekt und Politiker, besuchte die Realschule in Vorsfelde
- Irmela Hammelstein (1942–1995), Lehrerin sowie Vorsfelder Ortsratsmitglied und Landtagsabgeordnete